# Liste des gouvernements de la France
Cet article présente la succession des gouvernements de la France depuis le couronnement d'Hugues Capet jusqu'à aujourd'hui.

## Monarchie féodale (3 juin 987 — 14 mai 1610)
| Nom (gouvernements) | Nom (gouvernements)           | Dates du mandat                         | États généraux (élection) | Nom du monarque (règne)                      |
| ------------------- | ----------------------------- | --------------------------------------- | --- | -------------------------------------------- |
|                     | Ministres de Hugues Capet     | du 3 juin 987 au 24 octobre 996         | pas d'États généraux avant 1302                                                                                                | Hugues Ier (987-996)                         |
|                     | Ministres de Robert II        | du 24 octobre 996 au 20 juillet 1031    | pas d'États généraux avant 1302                                                                                                | Robert II (996-1031)                         |
|                     | Ministres de Henri Ier        | du 20 juillet 1031 au 4 août 1060       | pas d'États généraux avant 1302                                                                                                | Henri Ier (1031-1060)                        |
|                     | Ministres de Philippe Ier     | du 4 août 1060 au 29 juillet 1108       | pas d'États généraux avant 1302                                                                                                | Baudouin V de Flandre Régence de 1060 à 1066 |
|                     | Ministres de Philippe Ier     | du 4 août 1060 au 29 juillet 1108       | pas d'États généraux avant 1302                                                                                                | Philippe Ier (1066-1108)                     |
|                     | Ministres de Louis VI         | du 30 juillet 1108 au 1er août 1137     | pas d'États généraux avant 1302                                                                                                | Louis VI (1108-1137)                         |
|                     | Ministres de Louis VII        | du 1er août 1137 au 18 septembre 1180   | pas d'États généraux avant 1302                                                                                                | Louis VII (1137-1180)                        |
|                     | Ministres de Philippe Auguste | du 18 septembre 1180 au 14 juillet 1223 | pas d'États généraux avant 1302                                                                                                | Philippe Auguste (1180-1223)                 |
|                     | Ministres de Louis VIII       | du 14 juillet 1223 au 8 novembre 1226   | pas d'États généraux avant 1302                                                                                                | Louis VIII (1223-1226)                       |
|                     | Ministres de Louis IX         | du 8 novembre 1226 au 25 août 1270      | pas d'États généraux avant 1302                                                                                                | Blanche de Castille Régence de 1226 à 1235   |
|                     | Ministres de Louis IX         | du 8 novembre 1226 au 25 août 1270      | pas d'États généraux avant 1302                                                                                                | Saint Louis (1235-1270)                      |
|                     | Ministres de Philippe III     | du 25 août 1270 au 5 octobre 1285       | pas d'États généraux avant 1302                                                                                                | Philippe III (1270-1285)                     |
|                     | Ministres de Philippe IV      | du 5 octobre 1285 au 29 novembre 1314   | États généraux de 1302, 1303, 1308, 1312, 1313, 1314                                                                           | Philippe IV (1285-1314)                      |
|                     | Ministres de Louis X          | du 29 novembre 1314 au 5 juin 1316      | pas d'États généraux de 1315 à 1316                                                                                            | Louis X (1314-1316)                          |
|                     | Ministres de Jean Ier         | du 14 novembre 1316 au 19 novembre 1316 | pas d'États généraux de 1315 à 1316                                                                                            | Philippe, comte d'Anjou Régence (1316)       |
|                     | Ministres de Philippe V       | du 19 novembre 1316 au 3 janvier 1322   | États généraux de 1317, 1320, 1321                                                                                             | Philippe V (1316-1322)                       |
|                     | Ministres de Charles IV       | du 3 janvier 1322 au 1er février 1328   | États généraux de 1322, 1326                                                                                                   | Charles IV le Bel (1322-1328)                |
|                     | Ministres de Philippe VI      | du 1er février 1328 au 22 août 1350     | États généraux de 1343, 1346                                                                                                   | Philippe VI (1328-1350)                      |
|                     | Ministres de Jean II          | du 22 août 1350 au 8 avril 1364         | États généraux de 1355, 1356, 1357, 1358, 1359, 1363                                                                           | Jean II (1350-1364)                          |
|                     | Ministres de Charles V        | du 8 avril 1364 au 16 septembre 1380    | États généraux de 1369 | Charles V (1364-1380)                        |
|                     | Ministres de Charles VI       | du 16 septembre 1380 au 21 octobre 1422 | États généraux de 1380, 1413, 1420                                                                                             | Charles VI (1380-1422)                       |
|                     | Ministres de Charles VII      | du 21 octobre 1422 au 22 juillet 1461   | États généraux de 1439, 1448                                                                                                   | Charles VII (1422-1461)                      |
|                     | Ministres de Louis XI         | du 22 juillet 1461 au 30 août 1483      | États généraux de 1468 | Louis XI (1461-1483)                         |
|                     | Ministres de Charles VIII     | du 30 août 1483 au 7 avril 1498         | États généraux de 1484 | Anne de France Régence de 1483 à 1491        |
|                     | Ministres de Charles VIII     | du 30 août 1483 au 7 avril 1498         | pas d'États généraux de 1485 à 1505                                                                                            | Charles VIII (1491-1498)                     |
|                     | Ministres de Louis XII        | du 7 avril 1498 au 1er janvier 1515     | États généraux de 1506 1506 | Louis XII (1498-1515)                        |
|                     | Ministres de François Ier     | du 1er janvier 1515 au 31 mars 1547     | pas d'États généraux de 1507 à 1559                                                                                            | François Ier (1515-1547)                     |
|                     | Ministres de Henri II         | du 31 mars 1547 au 10 juillet 1559      | pas d'États généraux de 1507 à 1559                                                                                            | Henri II (1547-1559)                         |
|                     | Ministres de François II      | du 10 juillet 1559 au 5 décembre 1560   | pas d'États généraux de 1507 à 1559                                                                                            | François II (1559-1560)                      |
|                     | Ministres de Charles IX       | du 5 décembre 1560 au 30 mai 1574       | États généraux du 13 décembre 1560 au 31 janvier 1561 États généraux de 1561                                                   | Catherine de Médicis Régence de 1560 à 1563  |
|                     | Ministres de Charles IX       | du 5 décembre 1560 au 30 mai 1574       | pas d'États généraux de 1562 à 1575                                                                                            | Charles IX (1563-1574)                       |
|                     | Ministres de Henri III        | du 30 mai 1574 au 2 août 1589           | États généraux du 2 décembre 1576 au 1er mars 1577 États généraux de 1588 États généraux du 16 octobre 1588 au 16 janvier 1589 | Henri III (1574-1589)                        |
|                     | Ministres de Henri IV         | du 2 août 1589 au 14 mai 1610           | États généraux du 26 janvier 1593 au 8 août 1593                                                                               | Henri IV (1589-1610)                         |

## Monarchie absolue (1610—1791) puis constitutionnelle (1791—1792)
La monarchie absolue dura du 14 mai 1610 au 4 septembre 1791, suivie de la monarchie constitutionnelle qui se termina le 21 septembre 1792. 
| Nom (gouvernements)                                                      | Nom (gouvernements)     | Dates du mandat                      | États généraux ou législatures (élection)                            | Monarque (règne)                               | Régime                                               |
| ------------------------------------------------------------------------ | ----------------------- | ------------------------------------ | -------------------------------------------------------------------- | ---------------------------------------------- | ---------------------------------------------------- |
|                                                                          | Ministres de Louis XIII | du 14 mai 1610 au 18 mai 1643        | États généraux du 27 octobre 1614 au 23 février 1615                 | Marie de Médicis Régence de 1610 à 1617        | Monarchie absolue du 14 mai 1610 au 4 septembre 1791 |
|                                                                          | Ministres de Louis XIII | du 14 mai 1610 au 18 mai 1643        | pas d'États généraux de 1616 à 1788                                  | Louis XIII (1617-1643)                         | Monarchie absolue du 14 mai 1610 au 4 septembre 1791 |
|                                                                          | Ministres de Louis XIV  | du 14 mai 1643 au 1er septembre 1715 | pas d'États généraux de 1616 à 1788                                  | Reine Anne d'Autriche Régence de 1643 à 1651   | Monarchie absolue du 14 mai 1610 au 4 septembre 1791 |
|                                                                          | Ministres de Louis XIV  | du 14 mai 1643 au 1er septembre 1715 | pas d'États généraux de 1616 à 1788                                  | Louis XIV (1651-1715)                          | Monarchie absolue du 14 mai 1610 au 4 septembre 1791 |
|                                                                          | Ministres de Louis XV   | 1er septembre 1715 au 10 mai 1774    | pas d'États généraux de 1616 à 1788                                  | Philippe, duc d'Orléans Régence de 1715 à 1723 | Monarchie absolue du 14 mai 1610 au 4 septembre 1791 |
|                                                                          | Ministres de Louis XV   | 1er septembre 1715 au 10 mai 1774    | pas d'États généraux de 1616 à 1788                                  | Louis XV (1723-1774)                           | Monarchie absolue du 14 mai 1610 au 4 septembre 1791 |
|                                                                          | Ministres de Louis XVI  | du 10 mai 1774 au 10 août 1792       | pas d'États généraux de 1616 à 1788                                  | Louis XVI du 10 mai 1774 au 10 août 1792       | Monarchie absolue du 14 mai 1610 au 4 septembre 1791 |
| États généraux du 6 mai 1789 au 27 juin 1789                             | Ministres de Louis XVI  | du 10 mai 1774 au 10 août 1792       |                                                                      | Louis XVI du 10 mai 1774 au 10 août 1792       | Monarchie absolue du 14 mai 1610 au 4 septembre 1791 |
| Assemblée constituante du 17 juin 1789 au 30 septembre 1791              | Ministres de Louis XVI  | du 10 mai 1774 au 10 août 1792       |                                                                      | Louis XVI du 10 mai 1774 au 10 août 1792       | Monarchie absolue du 14 mai 1610 au 4 septembre 1791 |
| Assemblée nationale législative du 1er octobre 1791 au 21 septembre 1792 | Ministres de Louis XVI  | du 10 mai 1774 au 10 août 1792       | Monarchie constitutionnelle du 4 septembre 1791 au 21 septembre 1792 | Louis XVI du 10 mai 1774 au 10 août 1792       |                                                      |

## IreRépublique (21 septembre 1792 — 18 mai 1804)
| Nom (gouvernements)                                           | Dates du mandat                          | Organe gouvernemental | Organe gouvernemental | Législatures (élection)                                                  | Régime                                                               |
| ------------------------------------------------------------- | ---------------------------------------- | --- | --- | ------------------------------------------------------------------------ | -------------------------------------------------------------------- |
| Ministres de la Convention                                    | du 10 août 1792 au 1er novembre 1795     | Conseil Exécutif Provisoire du 11 août 1792 au 20 septembre 1792 | | Assemblée nationale législative du 1er octobre 1791 au 21 septembre 1792 | Monarchie constitutionnelle du 4 septembre 1791 au 21 septembre 1792 |
| Ministres de la Convention                                    | du 10 août 1792 au 1er novembre 1795     | Conseil Exécutif du 21 septembre 1792 au 1er avril 1794 | | Convention nationale du 21 septembre 1792 au 26 octobre 1795             | Première République du 21 septembre 1792 au 18 mai 1804              |
| Ministres de la Convention                                    | du 10 août 1792 au 1er novembre 1795     | Conseil Exécutif du 21 septembre 1792 au 1er avril 1794 | Comité de défense générale du 1er janvier 1793 au 6 avril 1793 | Convention nationale du 21 septembre 1792 au 26 octobre 1795             | Première République du 21 septembre 1792 au 18 mai 1804              |
| Ministres de la Convention                                    | du 10 août 1792 au 1er novembre 1795     | Commissions exécutives du 1er avril 1794 au 26 octobre 1795 | Comité de salut public du 6 avril 1793 au 2 novembre 1795 | Convention nationale du 21 septembre 1792 au 26 octobre 1795             | Première République du 21 septembre 1792 au 18 mai 1804              |
| Ministres du Directoire                                       | du 1er novembre 1795 au 10 novembre 1799 | Directoire | Directoire | Conseil des Cinq-Cents du 27 octobre 1795 au 26 décembre 1799            | Première République du 21 septembre 1792 au 18 mai 1804              |
| Gouvernement du Consulat                                      | du 10 novembre 1799 au 14 mai 1804       | \| Consulat \| \| ------------------------------------------------------------- \| \| Commission consulaire du 11 novembre 1799 au 13 décembre 1799 \| \| Consulat du 13 décembre 1799 au 2 août 1802 \| \| Premier consul du 2 août 1802 au 18 mai 1804 \| | \| Consulat \| \| ------------------------------------------------------------- \| \| Commission consulaire du 11 novembre 1799 au 13 décembre 1799 \| \| Consulat du 13 décembre 1799 au 2 août 1802 \| \| Premier consul du 2 août 1802 au 18 mai 1804 \| | Conseil des Cinq-Cents du 27 octobre 1795 au 26 décembre 1799            | Première République du 21 septembre 1792 au 18 mai 1804              |
| Gouvernement du Consulat                                      | du 10 novembre 1799 au 14 mai 1804       | \| Consulat \| \| ------------------------------------------------------------- \| \| Commission consulaire du 11 novembre 1799 au 13 décembre 1799 \| \| Consulat du 13 décembre 1799 au 2 août 1802 \| \| Premier consul du 2 août 1802 au 18 mai 1804 \| | \| Consulat \| \| ------------------------------------------------------------- \| \| Commission consulaire du 11 novembre 1799 au 13 décembre 1799 \| \| Consulat du 13 décembre 1799 au 2 août 1802 \| \| Premier consul du 2 août 1802 au 18 mai 1804 \| | Corps législatif du 1er janvier 1800 au 4 juin 1814                      | Première République du 21 septembre 1792 au 18 mai 1804              |
| Consulat                                                      |                                          | | |                                                                          |                                                                      |
| Commission consulaire du 11 novembre 1799 au 13 décembre 1799 |                                          | | |                                                                          |                                                                      |
| Consulat du 13 décembre 1799 au 2 août 1802                   |                                          | | |                                                                          |                                                                      |
| Premier consul du 2 août 1802 au 18 mai 1804                  |                                          | | |                                                                          |                                                                      |

## Premier Empire (18 mai 1804 — 14 avril 1814)
| Nom (gouvernement) | Nom (gouvernement)        | Dates du mandat                  | Chef de gouvernement | Législature (élection)                              | Empereur (règne)                            |
| --- | ------------------------- | -------------------------------- | --- | --------------------------------------------------- | ------------------------------------------- |
| | Ministres de Napoléon Ier | du 18 mai 1804 au 1er avril 1814 | pas de chef de gouvernement, les ministres sont nommés et révoqués par l'empereur, qui exerce de facto la fonction de chef de gouvernement. | Corps législatif du 1er janvier 1800 au 4 juin 1814 | Napoléon Ier du 18 mai 1804 au 6 avril 1814 |
| Napoléon II 6 avril 1814 | Ministres de Napoléon Ier | du 18 mai 1804 au 1er avril 1814 | pas de chef de gouvernement, les ministres sont nommés et révoqués par l'empereur, qui exerce de facto la fonction de chef de gouvernement. | Corps législatif du 1er janvier 1800 au 4 juin 1814 |                                             |
| Note : le 2 avril 1814, le Sénat conservateur déchoit l'empereur Napoléon qui abdique le 6 avril en faveur de son fils Napoléon II |                           |                                  | |                                                     |                                             |

## Première Restauration (6 avril 1814 — 20 mars 1815)
| Nom (gouvernements) | Nom (gouvernements)                      | Dates du mandat                 | Chef de gouvernement | Dates du mandat | Note | Législature (élection)                                              | Monarque (règne)                                      |
| ------------------- | ---------------------------------------- | ------------------------------- | --- | --- | --- | ------------------------------------------------------------------- | ----------------------------------------------------- |
|                     | Gouvernement provisoire de 1814          | du 1er avril 1814 au 2 mai 1814 | Charles-Maurice de Talleyrand-Périgord | du 3 avril 1814 au 14 avril 1814 | Chef de l'exécutif de facto | Corps législatif du 1er janvier 1800 au 4 juin 1814                 | Louis XVIII de France du 6 avril 1814 au 20 mars 1815 |
|                     | Gouvernement provisoire de 1814          | du 1er avril 1814 au 2 mai 1814 | Charles Philippe de France | du 14 avril 1814 au 2 mai 1814 | Lieutenant général du royaume | Corps législatif du 1er janvier 1800 au 4 juin 1814                 | Louis XVIII de France du 6 avril 1814 au 20 mars 1815 |
|                     | Gouvernement de la Première Restauration | du 2 mai 1814 au 20 mars 1815   | pas de chef de gouvernement, le roi exerce de facto la fonction de chef de gouvernement, ainsi qu'il possède un « ministre favori » : Blacas | pas de chef de gouvernement, le roi exerce de facto la fonction de chef de gouvernement, ainsi qu'il possède un « ministre favori » : Blacas | pas de chef de gouvernement, le roi exerce de facto la fonction de chef de gouvernement, ainsi qu'il possède un « ministre favori » : Blacas | Chambre des députés des départements du 4 juin 1814 au 20 mars 1815 | Louis XVIII de France du 6 avril 1814 au 20 mars 1815 |

## Les Cent-Jours (20 mars 1815 — 7 juillet 1815)
| Nom (gouvernements) | Nom (gouvernements)         | Dates du mandat                   | Chef du gouvernement | Législature (élection)                                      | Empereur (règne)                              |
| ------------------- | --------------------------- | --------------------------------- | --- | ----------------------------------------------------------- | --------------------------------------------- |
|                     | Gouvernement des Cent-Jours | du 20 mars 1815 au 22 juin 1815   | pas de chef de gouvernement, les ministres sont nommés et révoqués par l'empereur, qui exerce de facto la fonction de chef de gouvernement. | Chambre des représentants du 3 juin 1815 au 13 juillet 1815 | Napoléon Ier du 20 mars 1815 au 22 juin 1815  |
|                     | Commission Napoléon II      | du 23 juin 1815 au 7 juillet 1815 | Joseph Fouché préside au nom de l'empereur Napoléon II                                                                                      | Chambre des représentants du 3 juin 1815 au 13 juillet 1815 | Napoléon II du 22 juin 1815 au 7 juillet 1815 |

## Seconde Restauration (8 juillet 1815 — 2 août 1830)
| Nom (gouvernements)                                    | Nom (gouvernements)                          | Nom (gouvernements)                                   | Dates du mandat                              | Chef du gouvernement                         | Parti            | Législature (élection)                                | Roi (règne)                                        |
| ------------------------------------------------------ | -------------------------------------------- | ----------------------------------------------------- | -------------------------------------------- | -------------------------------------------- | ---------------- | ----------------------------------------------------- | -------------------------------------------------- |
|                                                        |                                              | Ministère Charles-Maurice de Talleyrand-Périgord      | du 9 juillet 1815 au 26 septembre 1815       | Charles-Maurice de Talleyrand-Périgord       | Sans étiquette   | Ire législature du 7 octobre 1815 au 5 septembre 1816 | Louis XVIII du 8 juillet 1815 au 16 septembre 1824 |
|                                                        | Ministère Armand du Plessis de Richelieu (1) | du 26 septembre 1815 au 29 décembre 1818              | Armand Emmanuel du Plessis, duc de Richelieu | Sans étiquette                               |                  | Ire législature du 7 octobre 1815 au 5 septembre 1816 | Louis XVIII du 8 juillet 1815 au 16 septembre 1824 |
| IIe législature du 4 novembre 1816 au 24 décembre 1823 | Ministère Armand du Plessis de Richelieu (1) | du 26 septembre 1815 au 29 décembre 1818              | Armand Emmanuel du Plessis, duc de Richelieu | Sans étiquette                               |                  |                                                       | Louis XVIII du 8 juillet 1815 au 16 septembre 1824 |
|                                                        | Ministère Jean Joseph Dessolles              | du 29 décembre 1818 au 19 novembre 1819               | Jean-Joseph, marquis Dessolles               | Sans étiquette                               |                  |                                                       | Louis XVIII du 8 juillet 1815 au 16 septembre 1824 |
|                                                        |                                              | Ministère Élie Decazes                                | du 19 novembre 1819 au 20 février 1820       | Élie, duc Decazes                            | Royaliste modéré |                                                       | Louis XVIII du 8 juillet 1815 au 16 septembre 1824 |
|                                                        |                                              | Ministère Armand du Plessis de Richelieu (2)          | du 20 février 1820 au 14 décembre 1821       | Armand Emmanuel du Plessis, duc de Richelieu | Sans étiquette   | IIIe législature du 23 mars 1824 au 5 novembre 1827   | Louis XVIII du 8 juillet 1815 au 16 septembre 1824 |
|                                                        |                                              | Ministère Jean-Baptiste de Villèle                    | du 14 décembre 1821 au 4 janvier 1828        | Joseph, comte de Villèle                     | Ultra-royaliste  | IIIe législature du 23 mars 1824 au 5 novembre 1827   | Charles X du 16 septembre 1824 au 2 août 1830      |
|                                                        |                                              | Ministère Jean-Baptiste de Martignac                  | du 4 janvier 1828 au 8 août 1829             | Jean-Baptiste, vicomte de Martignac          | Royaliste modéré | IVe législature du 5 février 1828 au 16 mai 1830      | Charles X du 16 septembre 1824 au 2 août 1830      |
|                                                        |                                              | Ministère Jules de Polignac                           | du 8 août 1829 au 29 juillet 1830            | Jules, comte de Polignac                     | Ultra-royaliste  | IVe législature du 5 février 1828 au 16 mai 1830      | Charles X du 16 septembre 1824 au 2 août 1830      |
|                                                        |                                              | Ministère Casimir de Rochechouart de Mortemart        | le 29 juillet 1830                           | Casimir de Rochechouart, duc de Mortemart    | Ultra-royaliste  | Ve législature du 23 juin 1830 au 28 juillet 1830     | Charles X du 16 septembre 1824 au 2 août 1830      |
|                                                        |                                              | Ministère nommé par la commission municipale de Paris | du 29 juillet 1830 au 1er août 1830          | aucun                                        | aucun            | Ire législature du 29 juillet 1830 au 31 mai 1831     | Charles X du 16 septembre 1824 au 2 août 1830      |

## Monarchie de Juillet (9 août 1830 — 24 février 1848)
| Nom (gouvernements)                                   | Nom (gouvernements) | Nom (gouvernements)                                  | Dates du mandat                         | Chef du gouvernement                   | Législature (élection)                                | Roi (règne)                                          |
| ----------------------------------------------------- | ------------------- | ---------------------------------------------------- | --------------------------------------- | -------------------------------------- | ----------------------------------------------------- | ---------------------------------------------------- |
|                                                       |                     | Ministère provisoire du 1er août 1830                | du 1er août 1830 au 11 août 1830        | Louis-Philippe, duc d'Orléans          | Ire législature du 29 juillet 1830 au 31 mai 1831     | Louis-Philippe Ier du 9 août 1830 au 28 février 1848 |
|                                                       |                     | Premier ministère du règne de Louis-Philippe Ier     | du 11 août 1830 au 2 novembre 1830      | Louis-Philippe Ier                     | Ire législature du 29 juillet 1830 au 31 mai 1831     | Louis-Philippe Ier du 9 août 1830 au 28 février 1848 |
|                                                       |                     | Gouvernement Jacques Laffitte                        | du 2 novembre 1830 au 13 mars 1831      | Jacques Laffitte                       | Ire législature du 29 juillet 1830 au 31 mai 1831     | Louis-Philippe Ier du 9 août 1830 au 28 février 1848 |
|                                                       |                     | Gouvernement Casimir Perier                          | du 13 mars 1831 au 16 mai 1832          | Casimir Perier                         | IIe législature du 23 juillet 1831 au 25 mai 1834     | Louis-Philippe Ier du 9 août 1830 au 28 février 1848 |
|                                                       |                     | Gouvernement Nicolas Jean-de-Dieu Soult (1)          | du 11 octobre 1832 au 18 juillet 1834   | Jean-de-Dieu Soult, duc de Dalmatie    | IIe législature du 23 juillet 1831 au 25 mai 1834     | Louis-Philippe Ier du 9 août 1830 au 28 février 1848 |
|                                                       |                     | Gouvernement Étienne Maurice, Comte Gérard           | 18 juillet 1834 au 10 novembre 1834     | Étienne Maurice, comte Gérard          | IIIe législature du 31 juillet 1834 au 3 octobre 1837 | Louis-Philippe Ier du 9 août 1830 au 28 février 1848 |
|                                                       |                     | Gouvernement Hugues-Bernard Maret                    | du 10 novembre 1834 au 18 novembre 1834 | Hugues Bernard Maret, duc de Bassano   | IIIe législature du 31 juillet 1834 au 3 octobre 1837 | Louis-Philippe Ier du 9 août 1830 au 28 février 1848 |
|                                                       |                     | Gouvernement Édouard-Adolphe Mortier, duc de Trévise | du 18 novembre 1834 au 12 mars 1835     | Édouard Mortier, duc de Trévise        | IIIe législature du 31 juillet 1834 au 3 octobre 1837 | Louis-Philippe Ier du 9 août 1830 au 28 février 1848 |
|                                                       |                     | Gouvernement Victor de Broglie                       | du 12 mars 1835 au 22 février 1836      | Achille-Charles-Victor, duc de Broglie | IIIe législature du 31 juillet 1834 au 3 octobre 1837 | Louis-Philippe Ier du 9 août 1830 au 28 février 1848 |
|                                                       |                     | Gouvernement Adolphe Thiers (1)                      | du 22 février 1836 au 6 septembre 1836  | Adolphe Thiers                         | IIIe législature du 31 juillet 1834 au 3 octobre 1837 | Louis-Philippe Ier du 9 août 1830 au 28 février 1848 |
|                                                       |                     | Gouvernement Louis Mathieu Molé (1)                  | du 6 septembre 1836 au 15 avril 1837    | Louis, comte Molé                      | IIIe législature du 31 juillet 1834 au 3 octobre 1837 | Louis-Philippe Ier du 9 août 1830 au 28 février 1848 |
|                                                       |                     | Gouvernement Louis Mathieu Molé (2)                  | du 15 avril 1837 au 31 mars 1839        | Louis, comte Molé                      | IIIe législature du 31 juillet 1834 au 3 octobre 1837 | Louis-Philippe Ier du 9 août 1830 au 28 février 1848 |
| IVe législature du 18 décembre 1837 au 2 février 1839 |                     | Gouvernement Louis Mathieu Molé (2)                  | du 15 avril 1837 au 31 mars 1839        | Louis, comte Molé                      |                                                       | Louis-Philippe Ier du 9 août 1830 au 28 février 1848 |
|                                                       |                     | Gouvernement Adrien de Gasparin                      | du 31 mars 1839 au 12 mai 1839          | Adrien de Gasparin                     | Ve législature du 4 avril 1839 au 12 juin 1842        | Louis-Philippe Ier du 9 août 1830 au 28 février 1848 |
|                                                       |                     | Gouvernement Nicolas Jean-de-Dieu Soult (2)          | du 12 mai 1839 au 1er mars 1840         | Jean-de-Dieu Soult, duc de Dalmatie    | Ve législature du 4 avril 1839 au 12 juin 1842        | Louis-Philippe Ier du 9 août 1830 au 28 février 1848 |
|                                                       |                     | Gouvernement Adolphe Thiers (2)                      | du 1er mars 1840 au 29 octobre 1840     | Adolphe Thiers                         | Ve législature du 4 avril 1839 au 12 juin 1842        | Louis-Philippe Ier du 9 août 1830 au 28 février 1848 |
|                                                       |                     | Gouvernement Nicolas Jean-de-Dieu Soult (3)          | du 29 octobre 1840 au 18 septembre 1847 | Jean-de-Dieu Soult, duc de Dalmatie    | Ve législature du 4 avril 1839 au 12 juin 1842        | Louis-Philippe Ier du 9 août 1830 au 28 février 1848 |
| VIe législature du 26 juillet 1842 au 6 juillet 1846  |                     | Gouvernement Nicolas Jean-de-Dieu Soult (3)          | du 29 octobre 1840 au 18 septembre 1847 | Jean-de-Dieu Soult, duc de Dalmatie    |                                                       | Louis-Philippe Ier du 9 août 1830 au 28 février 1848 |
|                                                       |                     | Gouvernement François-Pierre Guizot                  | du 18 septembre 1847 au 24 février 1848 | François Guizot                        | VIIe législature du 17 août 1846 au 24 février 1848   | Louis-Philippe Ier du 9 août 1830 au 28 février 1848 |

## IIeRépublique (24 février 1848 — 2 décembre 1852)
| Nom (gouvernements) | Nom (gouvernements) | Nom (gouvernements)                                       | Dates du mandat                       | Chef du gouvernement             | Législature (élection)                                                                | Président de l'Assemblée                                                                   | Président de la République (dates du mandat)                                               |
| ------------------- | ------------------- | --------------------------------------------------------- | ------------------------------------- | -------------------------------- | ------------------------------------------------------------------------------------- | ------------------------------------------------------------------------------------------ | ------------------------------------------------------------------------------------------ |
|                     |                     | Gouvernement provisoire                                   | du 24 février 1848 au 9 mai 1848      | Jacques Charles Dupont de l'Eure | La révolution française de 1848 met fin à la VIIe législature le 24 février 1848      | La révolution française de 1848 met fin à la VIIe législature le 24 février 1848           | Le chef du gouvernement est chef de l'exécutif de facto                                    |
|                     |                     | Commission exécutive                                      | du 9 mai 1848 au 28 juin 1848         | François Arago (président)       | Assemblée nationale constituante du 4 mai 1848 au 26 mai 1849                         | Philippe Buchez Président de l'Assemblée constituante du 5 mai 1848 au 5 juin 1848         | Le chef du gouvernement est chef de l'exécutif de facto                                    |
|                     |                     | Gouvernement du général Cavaignac                         | du 28 juin 1848 au 20 décembre 1848   | Louis Eugène Cavaignac           | Assemblée nationale constituante du 4 mai 1848 au 26 mai 1849                         | Antoine Sénard Président de l'Assemblée constituante du 5 juin 1848 au 29 juin 1848        | Le chef du gouvernement est chef de l'exécutif de facto                                    |
|                     |                     | Gouvernement Odilon Barrot (1)                            | du 20 décembre 1848 au 14 mai 1849    | Odilon Barrot                    | Assemblée nationale constituante du 4 mai 1848 au 26 mai 1849                         | Antoine Sénard Président de l'Assemblée constituante du 5 juin 1848 au 29 juin 1848        | Louis-Napoléon Bonaparte président de la République du 20 décembre 1848 au 2 décembre 1852 |
|                     |                     | Gouvernement Odilon Barrot (2)                            | du 2 juin 1849 au 30 octobre 1849     | Odilon Barrot                    | Assemblée nationale législative du 28 mai 1849 au 2 décembre 1851                     | Alexandre Marie Président de l'Assemblée législative du 29 juin 1848 au 19 juillet 1848    | Louis-Napoléon Bonaparte président de la République du 20 décembre 1848 au 2 décembre 1852 |
|                     |                     | Gouvernement Hautpoul                                     | du 31 octobre 1849 au 24 janvier 1851 | Alphonse Henri, comte d'Hautpoul | Assemblée nationale législative du 28 mai 1849 au 2 décembre 1851                     | Armand Marrast Président de l'Assemblée législative du 19 juillet 1848 au 26 mai 1949      | Louis-Napoléon Bonaparte président de la République du 20 décembre 1848 au 2 décembre 1852 |
|                     |                     | Petit ministère                                           | du 24 janvier 1851 au 10 avril 1851   | Louis-Napoléon Bonaparte         | Assemblée nationale législative du 28 mai 1849 au 2 décembre 1851                     | André-Marie Dupin Président de l'Assemblée législative du 1er juin 1849 au 2 décembre 1851 | Louis-Napoléon Bonaparte président de la République du 20 décembre 1848 au 2 décembre 1852 |
|                     |                     | Ministère Léon Faucher                                    | du 10 avril 1851 au 26 octobre 1851   | Léon Faucher                     | Assemblée nationale législative du 28 mai 1849 au 2 décembre 1851                     | André-Marie Dupin Président de l'Assemblée législative du 1er juin 1849 au 2 décembre 1851 | Louis-Napoléon Bonaparte président de la République du 20 décembre 1848 au 2 décembre 1852 |
|                     |                     | Gouvernement Louis-Napoléon Bonaparte (Dernier ministère) | du 26 octobre 1851 au 2 décembre 1851 | Louis-Napoléon Bonaparte         | Assemblée nationale législative du 28 mai 1849 au 2 décembre 1851                     | André-Marie Dupin Président de l'Assemblée législative du 1er juin 1849 au 2 décembre 1851 | Louis-Napoléon Bonaparte président de la République du 20 décembre 1848 au 2 décembre 1852 |
|                     |                     | Gouvernement Louis-Napoléon Bonaparte (1)                 | du 3 décembre 1851 au 22 janvier 1852 | Louis-Napoléon Bonaparte         | L'Assemblée nationale législative est dissoute lors du coup d’État du 2 décembre 1851 | L'Assemblée nationale législative est dissoute lors du coup d’État du 2 décembre 1851      | Louis-Napoléon Bonaparte président de la République du 20 décembre 1848 au 2 décembre 1852 |
|                     |                     | Gouvernement Louis-Napoléon Bonaparte (2)                 | du 22 janvier 1852 au 2 décembre 1852 | Louis-Napoléon Bonaparte         | Ire législature du 29 mars 1852 au 28 novembre 1857                                   | Adolphe Billault Président de la Ire législature du 9 mars 1852 au 12 novembre 1854        | Louis-Napoléon Bonaparte président de la République du 20 décembre 1848 au 2 décembre 1852 |

## Second Empire (2 décembre 1852 — 4 septembre 1870)
| Nom (gouvernements)                                  | Nom (gouvernements) | Nom (gouvernements)                       | Dates du mandat                        | Chef du gouvernement | Législature (élection)                  | Empereur (règne)                                    |
| ---------------------------------------------------- | --- | ----------------------------------------- | -------------------------------------- | --- | --------------------------------------- | --------------------------------------------------- |
|                                                      | | Gouvernement Louis-Napoléon Bonaparte (3) | du 2 décembre 1852 au 17 juillet 1869  | pas de chef de gouvernement, les ministres sont nommés et révoqués par l'empereur Napoléon III, qui exerce de facto la fonction de chef de gouvernement. | Ire du 29 mars 1852 au 28 novembre 1857 | Napoléon III du 2 décembre 1852 au 4 septembre 1870 |
| IIe du 28 novembre 1857 au 5 novembre 1863           | | Gouvernement Louis-Napoléon Bonaparte (3) | du 2 décembre 1852 au 17 juillet 1869  | pas de chef de gouvernement, les ministres sont nommés et révoqués par l'empereur Napoléon III, qui exerce de facto la fonction de chef de gouvernement. |                                         | Napoléon III du 2 décembre 1852 au 4 septembre 1870 |
| IIIe du 5 novembre 1863 au 28 avril 1869             | | Gouvernement Louis-Napoléon Bonaparte (3) | du 2 décembre 1852 au 17 juillet 1869  | pas de chef de gouvernement, les ministres sont nommés et révoqués par l'empereur Napoléon III, qui exerce de facto la fonction de chef de gouvernement. |                                         | Napoléon III du 2 décembre 1852 au 4 septembre 1870 |
| IVe législature du 28 avril 1869 au 4 septembre 1870 | | Gouvernement Louis-Napoléon Bonaparte (3) | du 2 décembre 1852 au 17 juillet 1869  | pas de chef de gouvernement, les ministres sont nommés et révoqués par l'empereur Napoléon III, qui exerce de facto la fonction de chef de gouvernement. |                                         | Napoléon III du 2 décembre 1852 au 4 septembre 1870 |
|                                                      | | Gouvernement Louis-Napoléon Bonaparte (4) | du 17 juillet 1869 au 27 décembre 1869 | pas de chef de gouvernement, les ministres sont nommés et révoqués par l'empereur Napoléon III, qui exerce de facto la fonction de chef de gouvernement. |                                         | Napoléon III du 2 décembre 1852 au 4 septembre 1870 |
|                                                      | | Gouvernement Émile Ollivier               | du 2 janvier 1870 au 10 août 1870      | Émile Ollivier |                                         | Napoléon III du 2 décembre 1852 au 4 septembre 1870 |
|                                                      | | Gouvernement Charles Cousin-Montauban     | du 10 août 1870 au 4 septembre 1870    | Charles Cousin-Montauban, comte de Palikao |                                         | Napoléon III du 2 décembre 1852 au 4 septembre 1870 |
|                                                      | Note : au deux derniers gouvernements, Émile Ollivier et Charles Cousin-Montauban portent le titre de « chef du Cabinet ». Le 2 septembre 1870, l'empereur Napoléon III se rend au roi Guillaume de Prusse qui l'exile de France le lendemain. |                                           |                                        | |                                         |                                                     |

## IIIeRépublique (4 septembre 1870 — 10 juillet 1940)
| Nom (gouvernements) | Nom (gouvernements) | Nom (gouvernements)                     | Dates du mandat                          | Nom                            | Parti                                          | Coalition | Législature (élection) | Président (dates du mandat) |
| ------------------- | ------------------- | --------------------------------------- | ---------------------------------------- | ------------------------------ | ---------------------------------------------- | --- | --- | --- |
|                     |                     | Gouvernement de la Défense nationale    | du 4 septembre 1870 au 18 février 1871   | Louis Jules Trochu             | Orléaniste                                     | Des députés républicains instaurent ce gouvernement qui met fin à la IVe législature et au Second Empire laissant place à la IIIe République (4 septembre 1870 - 10 juillet 1940) | Des députés républicains instaurent ce gouvernement qui met fin à la IVe législature et au Second Empire laissant place à la IIIe République (4 septembre 1870 - 10 juillet 1940) | Le président du gouvernement est chef de l'exécutif de facto pendant la vacance de la fonction présidentielle                                |
|                     |                     | Gouvernement Jules Dufaure (1)          | du 19 février 1871 au 18 mai 1873        | Jules Dufaure                  | Républicain modéré                             | pas de coalition | Assemblée nationale de 1871 (élections) du 12 février 1871 au 7 mars 1876 | Adolphe Thiers Orléaniste « chef du Pouvoir exécutif » du 17 février 1871 au 31 août 1871                                                    |
|                     |                     | Gouvernement Jules Dufaure (2)          | du 18 mai 1873 au 24 mai 1873            | Jules Dufaure                  | Républicain modéré                             | pas de coalition | Assemblée nationale de 1871 (élections) du 12 février 1871 au 7 mars 1876 | Adolphe Thiers Orléaniste président de la République du 31 août 1871 au 24 mai 1873                                                          |
|                     |                     | Gouvernement Albert de Broglie (1)      | du 25 mai 1873 au 24 novembre 1873       | Jacques Albert, duc de Broglie | Orléaniste                                     | pas de coalition | Assemblée nationale de 1871 (élections) du 12 février 1871 au 7 mars 1876 | Patrice de Mac Mahon Légitimiste président de la République du 24 mai 1873 au 30 janvier 1879                                                |
|                     |                     | Gouvernement Albert de Broglie (2)      | du 26 novembre 1873 au 16 mai 1874       | Jacques Albert, duc de Broglie | Orléaniste                                     | pas de coalition | Assemblée nationale de 1871 (élections) du 12 février 1871 au 7 mars 1876 | Patrice de Mac Mahon Légitimiste président de la République du 24 mai 1873 au 30 janvier 1879                                                |
|                     |                     | Gouvernement Ernest Courtot de Cissey   | du 22 mai 1874 au 10 mars 1875           | Ernest Courtot de Cissey       | Conservateur                                   | pas de coalition | Assemblée nationale de 1871 (élections) du 12 février 1871 au 7 mars 1876 | Patrice de Mac Mahon Légitimiste président de la République du 24 mai 1873 au 30 janvier 1879                                                |
|                     |                     | Gouvernement Louis Buffet               | du 10 mars 1875 au 23 février 1876       | Louis Buffet                   | Monarchiste modéré                             | pas de coalition | Assemblée nationale de 1871 (élections) du 12 février 1871 au 7 mars 1876 | Patrice de Mac Mahon Légitimiste président de la République du 24 mai 1873 au 30 janvier 1879                                                |
|                     |                     | Gouvernement Jules Dufaure (3)          | du 23 février 1876 au 9 mars 1876        | Jules Dufaure                  | Républicain modéré                             | pas de coalition | Assemblée nationale de 1871 (élections) du 12 février 1871 au 7 mars 1876 | Patrice de Mac Mahon Légitimiste président de la République du 24 mai 1873 au 30 janvier 1879                                                |
|                     |                     | Gouvernement Jules Dufaure (4)          | du 9 mars 1876 au 3 décembre 1876        | Jules Dufaure                  | Républicain modéré                             | pas de coalition | Ire législature du 8 mars 1876 au 25 juin 1877 | Patrice de Mac Mahon Légitimiste président de la République du 24 mai 1873 au 30 janvier 1879                                                |
|                     |                     | Gouvernement Jules Simon                | du 12 décembre 1876 au 16 mai 1877       | Jules Simon                    | Républicain modéré                             | pas de coalition | Ire législature du 8 mars 1876 au 25 juin 1877 | Patrice de Mac Mahon Légitimiste président de la République du 24 mai 1873 au 30 janvier 1879                                                |
|                     |                     | Gouvernement Albert de Broglie (3)      | du 17 mai 1877 au 19 novembre 1877       | Jacques Albert, duc de Broglie | Orléaniste                                     | pas de coalition | Ire législature du 8 mars 1876 au 25 juin 1877 | Patrice de Mac Mahon Légitimiste président de la République du 24 mai 1873 au 30 janvier 1879                                                |
|                     |                     | Gouvernement Gaétan de Rochebouët       | du 23 novembre 1877 au 13 décembre 1877  | Gaëtan de Rochebouët           | Monarchiste                                    | pas de coalition | IIe législature du 7 novembre 1877 au 27 octobre 1881 | Patrice de Mac Mahon Légitimiste président de la République du 24 mai 1873 au 30 janvier 1879                                                |
|                     |                     | Gouvernement Jules Dufaure (5)          | du 13 décembre 1877 au 30 janvier 1879   | Jules Dufaure                  | Républicain modéré                             | pas de coalition | IIe législature du 7 novembre 1877 au 27 octobre 1881 | Patrice de Mac Mahon Légitimiste président de la République du 24 mai 1873 au 30 janvier 1879                                                |
|                     |                     | Gouvernement William Henri Waddington   | du 4 février 1879 au 21 décembre 1879    | William Henry Waddington       | Républicain modéré                             | pas de coalition | IIe législature du 7 novembre 1877 au 27 octobre 1881 | Jules Grévy Modérés président de la République du 30 janvier 1879 au 28 décembre 1885 puis réélu pour un 2d mandat, jusqu'au 2 décembre 1887 |
|                     |                     | Gouvernement Charles de Freycinet (1)   | du 28 décembre 1879 au 19 septembre 1880 | Charles de Freycinet           | Républicain modéré                             | pas de coalition | IIe législature du 7 novembre 1877 au 27 octobre 1881 | Jules Grévy Modérés président de la République du 30 janvier 1879 au 28 décembre 1885 puis réélu pour un 2d mandat, jusqu'au 2 décembre 1887 |
|                     |                     | Gouvernement Jules Ferry (1)            | du 23 septembre 1880 au 10 novembre 1881 | Jules Ferry                    | Républicain modéré                             | pas de coalition | IIe législature du 7 novembre 1877 au 27 octobre 1881 | Jules Grévy Modérés président de la République du 30 janvier 1879 au 28 décembre 1885 puis réélu pour un 2d mandat, jusqu'au 2 décembre 1887 |
|                     |                     | Gouvernement Léon Gambetta              | du 14 novembre 1881 au 26 janvier 1882   | Léon Gambetta                  | Union républicaine                             | pas de coalition | IIIe législature du 28 octobre 1881 au 9 novembre 1885 | Jules Grévy Modérés président de la République du 30 janvier 1879 au 28 décembre 1885 puis réélu pour un 2d mandat, jusqu'au 2 décembre 1887 |
|                     |                     | Gouvernement Charles de Freycinet (2)   | du 30 janvier 1882 au 29 juillet 1882    | Charles de Freycinet           | Républicain modéré                             | pas de coalition | IIIe législature du 28 octobre 1881 au 9 novembre 1885 | Jules Grévy Modérés président de la République du 30 janvier 1879 au 28 décembre 1885 puis réélu pour un 2d mandat, jusqu'au 2 décembre 1887 |
|                     |                     | Gouvernement Charles Duclerc            | du 7 août 1882 au 28 janvier 1883        | Charles Duclerc                | Républicain modéré                             | pas de coalition | IIIe législature du 28 octobre 1881 au 9 novembre 1885 | Jules Grévy Modérés président de la République du 30 janvier 1879 au 28 décembre 1885 puis réélu pour un 2d mandat, jusqu'au 2 décembre 1887 |
|                     |                     | Gouvernement Armand Fallières           | du 29 janvier 1883 au 17 février 1883    | Armand Fallières               | Républicain modéré                             | pas de coalition | IIIe législature du 28 octobre 1881 au 9 novembre 1885 | Jules Grévy Modérés président de la République du 30 janvier 1879 au 28 décembre 1885 puis réélu pour un 2d mandat, jusqu'au 2 décembre 1887 |
|                     |                     | Gouvernement Jules Ferry (2)            | du 21 février 1883 au 30 mars 1885       | Jules Ferry                    | Républicain modéré                             | pas de coalition | IIIe législature du 28 octobre 1881 au 9 novembre 1885 | Jules Grévy Modérés président de la République du 30 janvier 1879 au 28 décembre 1885 puis réélu pour un 2d mandat, jusqu'au 2 décembre 1887 |
|                     |                     | Gouvernement Henri Brisson (1)          | du 6 avril 1885 au 29 décembre 1885      | Henri Brisson                  | Union républicaine                             | pas de coalition | IIIe législature du 28 octobre 1881 au 9 novembre 1885 | Jules Grévy Modérés président de la République du 30 janvier 1879 au 28 décembre 1885 puis réélu pour un 2d mandat, jusqu'au 2 décembre 1887 |
|                     |                     | Gouvernement Charles de Freycinet (3)   | du 7 janvier 1886 au 3 décembre 1886     | Charles de Freycinet           | Républicain modéré                             | pas de coalition | IVe législature du 10 novembre 1885 au 11 novembre 1889 | Jules Grévy Modérés président de la République du 30 janvier 1879 au 28 décembre 1885 puis réélu pour un 2d mandat, jusqu'au 2 décembre 1887 |
|                     |                     | Gouvernement René Goblet                | du 11 décembre 1886 au 17 mai 1887       | René Goblet                    | Gauche républicaine                            | pas de coalition | IVe législature du 10 novembre 1885 au 11 novembre 1889 | Jules Grévy Modérés président de la République du 30 janvier 1879 au 28 décembre 1885 puis réélu pour un 2d mandat, jusqu'au 2 décembre 1887 |
|                     |                     | Gouvernement Maurice Rouvier (1)        | du 30 mai 1887 au 4 décembre 1887        | Maurice Rouvier                | Union républicaine                             | pas de coalition | IVe législature du 10 novembre 1885 au 11 novembre 1889 | Jules Grévy Modérés président de la République du 30 janvier 1879 au 28 décembre 1885 puis réélu pour un 2d mandat, jusqu'au 2 décembre 1887 |
|                     |                     | Gouvernement Pierre Tirard (1)          | du 12 décembre 1887 au 1er avril 1888    | Pierre Tirard                  | Gauche républicaine                            | pas de coalition | IVe législature du 10 novembre 1885 au 11 novembre 1889 | Sadi Carnot Modérés du 3 décembre 1887 au 25 juin 1894                                                                                       |
|                     |                     | Gouvernement Charles Floquet            | du 3 avril 1888 au 14 février 1889       | Charles Floquet                | Gauche radicale                                | pas de coalition | IVe législature du 10 novembre 1885 au 11 novembre 1889 | Sadi Carnot Modérés du 3 décembre 1887 au 25 juin 1894                                                                                       |
|                     |                     | Gouvernement Pierre Tirard (2)          | du 22 février 1889 au 13 mars 1890       | Pierre Tirard                  | Gauche républicaine                            | pas de coalition | IVe législature du 10 novembre 1885 au 11 novembre 1889 | Sadi Carnot Modérés du 3 décembre 1887 au 25 juin 1894                                                                                       |
|                     |                     | Gouvernement Charles de Freycinet (4)   | du 17 mars 1890 au 18 février 1892       | Charles de Freycinet           | Républicain modéré                             | pas de coalition | Ve législature du 12 novembre 1889 au 14 octobre 1893 | Sadi Carnot Modérés du 3 décembre 1887 au 25 juin 1894                                                                                       |
|                     |                     | Gouvernement Émile Loubet               | du 27 février 1892 au 28 novembre 1892   | Émile Loubet                   | Républicain modéré                             | pas de coalition | Ve législature du 12 novembre 1889 au 14 octobre 1893 | Sadi Carnot Modérés du 3 décembre 1887 au 25 juin 1894                                                                                       |
|                     |                     | Gouvernement Alexandre Ribot (1)        | du 6 décembre 1892 au 10 janvier 1893    | Alexandre Ribot                | Républicain modéré                             | pas de coalition | Ve législature du 12 novembre 1889 au 14 octobre 1893 | Sadi Carnot Modérés du 3 décembre 1887 au 25 juin 1894                                                                                       |
|                     |                     | Gouvernement Alexandre Ribot (2)        | du 11 janvier 1893 au 30 mars 1893       | Alexandre Ribot                | Républicain modéré                             | pas de coalition | Ve législature du 12 novembre 1889 au 14 octobre 1893 | Sadi Carnot Modérés du 3 décembre 1887 au 25 juin 1894                                                                                       |
|                     |                     | Gouvernement Charles Dupuy (1)          | du 4 avril 1893 au 26 novembre 1893      | Charles Dupuy                  | Républicain modéré                             | pas de coalition | Ve législature du 12 novembre 1889 au 14 octobre 1893 | Sadi Carnot Modérés du 3 décembre 1887 au 25 juin 1894                                                                                       |
|                     |                     | Gouvernement Jean Casimir-Perier        | du 3 décembre 1893 au 22 mai 1894        | Jean Casimir-Perier            | Républicain modéré                             | pas de coalition | VIe législature du 15 octobre 1893 au 31 mai 1898 | Sadi Carnot Modérés du 3 décembre 1887 au 25 juin 1894                                                                                       |
|                     |                     | Gouvernement Charles Dupuy (2)          | du 30 mai 1894 au 25 juin 1894           | Charles Dupuy                  | Républicain modéré                             | pas de coalition | VIe législature du 15 octobre 1893 au 31 mai 1898 | Jean Casimir-Perier Modérés du 27 juin 1894 au 15 janvier 1895                                                                               |
|                     |                     | Gouvernement Charles Dupuy (3)          | du 1er juillet 1894 au 15 janvier 1895   | Charles Dupuy                  | Républicain modéré                             | pas de coalition | VIe législature du 15 octobre 1893 au 31 mai 1898 | Jean Casimir-Perier Modérés du 27 juin 1894 au 15 janvier 1895                                                                               |
|                     |                     | Gouvernement Alexandre Ribot (3)        | du 26 janvier 1895 au 28 octobre 1895    | Alexandre Ribot                | Républicain modéré                             | pas de coalition | VIe législature du 15 octobre 1893 au 31 mai 1898 | Félix Faure Modérés du 17 janvier 1895 au 16 février 1899                                                                                    |
|                     |                     | Gouvernement Léon Bourgeois             | du 1er novembre 1895 au 23 avril 1896    | Léon Bourgeois                 | Gauche radicale                                | pas de coalition | VIe législature du 15 octobre 1893 au 31 mai 1898 | Félix Faure Modérés du 17 janvier 1895 au 16 février 1899                                                                                    |
|                     |                     | Gouvernement Jules Méline               | du 28 avril 1896 au 28 juin 1898         | Jules Méline                   | Centre-droit                                   | pas de coalition | VIe législature du 15 octobre 1893 au 31 mai 1898 | Félix Faure Modérés du 17 janvier 1895 au 16 février 1899                                                                                    |
|                     |                     | Gouvernement Henri Brisson (2)          | du 28 juin 1898 au 26 octobre 1898       | Henri Brisson                  | Union républicaine                             | pas de coalition | VIIe législature du 1er juin 1898 au 31 mai 1902 | Félix Faure Modérés du 17 janvier 1895 au 16 février 1899                                                                                    |
|                     |                     | Gouvernement Charles Dupuy (4)          | du 1er novembre 1898 au 18 février 1899  | Charles Dupuy                  | Républicain modéré                             | pas de coalition | VIIe législature du 1er juin 1898 au 31 mai 1902 | Félix Faure Modérés du 17 janvier 1895 au 16 février 1899                                                                                    |
|                     |                     | Gouvernement Charles Dupuy (5)          | du 18 février 1899 au 12 juin 1899       | Charles Dupuy                  | Républicain modéré                             | pas de coalition | VIIe législature du 1er juin 1898 au 31 mai 1902 | Émile Loubet ARD du 18 février 1899 au 18 février 1906                                                                                       |
|                     |                     | Gouvernement Pierre Waldeck-Rousseau    | du 22 juin 1899 au 3 juin 1902           | Pierre Waldeck-Rousseau        | Républicain modéré                             | pas de coalition | VIIe législature du 1er juin 1898 au 31 mai 1902 | Émile Loubet ARD du 18 février 1899 au 18 février 1906                                                                                       |
|                     |                     | Gouvernement Émile Combes               | du 7 juin 1902 au 24 janvier 1905        | Émile Combes                   | Parti radical                                  | Bloc des gauches | VIIIe législature du 1er juin 1902 au 31 mai 1906 | Émile Loubet ARD du 18 février 1899 au 18 février 1906                                                                                       |
|                     |                     | Gouvernement Maurice Rouvier (2)        | du 24 janvier 1905 au 18 février 1906    | Maurice Rouvier                | Alliance démocratique                          | pas de coalition | VIIIe législature du 1er juin 1902 au 31 mai 1906 | Émile Loubet ARD du 18 février 1899 au 18 février 1906                                                                                       |
|                     |                     | Gouvernement Maurice Rouvier (3)        | du 18 février 1906 au 7 mars 1906        | Maurice Rouvier                | Alliance démocratique                          | pas de coalition | VIIIe législature du 1er juin 1902 au 31 mai 1906 | Armand Fallières ARD du 18 février 1906 au 18 février 1913                                                                                   |
|                     |                     | Gouvernement Ferdinand Sarrien          | du 14 mars 1906 au 20 octobre 1906       | Ferdinand Sarrien              | Parti radical                                  | pas de coalition | IXe législature du 1er juin 1906 au 31 mai 1910 | Armand Fallières ARD du 18 février 1906 au 18 février 1913                                                                                   |
|                     |                     | Gouvernement Georges Clemenceau (1)     | du 25 octobre 1906 au 20 juillet 1909    | Georges Clemenceau             | Radical indépendant                            | pas de coalition | IXe législature du 1er juin 1906 au 31 mai 1910 | Armand Fallières ARD du 18 février 1906 au 18 février 1913                                                                                   |
|                     |                     | Gouvernement Aristide Briand (1)        | du 24 juillet 1909 au 2 novembre 1910    | Aristide Briand                | Parti républicain-socialiste                   | pas de coalition | IXe législature du 1er juin 1906 au 31 mai 1910 | Armand Fallières ARD du 18 février 1906 au 18 février 1913                                                                                   |
|                     |                     | Gouvernement Aristide Briand (2)        | du 4 novembre 1910 au 27 février 1911    | Aristide Briand                | Parti républicain-socialiste                   | pas de coalition | Xe législature du 1er juin 1910 au 31 mai 1914 | Armand Fallières ARD du 18 février 1906 au 18 février 1913                                                                                   |
|                     |                     | Gouvernement Ernest Monis               | du 2 mars 1911 au 23 juin 1911           | Ernest Monis                   | Parti radical                                  | pas de coalition | Xe législature du 1er juin 1910 au 31 mai 1914 | Armand Fallières ARD du 18 février 1906 au 18 février 1913                                                                                   |
|                     |                     | Gouvernement Joseph Caillaux            | du 27 juin 1911 au 11 janvier 1912       | Joseph Caillaux                | Parti radical                                  | pas de coalition | Xe législature du 1er juin 1910 au 31 mai 1914 | Armand Fallières ARD du 18 février 1906 au 18 février 1913                                                                                   |
|                     |                     | Gouvernement Raymond Poincaré (1)       | du 14 janvier 1912 au 21 janvier 1913    | Raymond Poincaré               | Alliance démocratique                          | pas de coalition | Xe législature du 1er juin 1910 au 31 mai 1914 | Armand Fallières ARD du 18 février 1906 au 18 février 1913                                                                                   |
|                     |                     | Gouvernement Aristide Briand (3)        | du 21 janvier 1913 au 18 février 1913    | Aristide Briand                | Parti républicain-socialiste                   | pas de coalition | Xe législature du 1er juin 1910 au 31 mai 1914 | Armand Fallières ARD du 18 février 1906 au 18 février 1913                                                                                   |
|                     |                     | Gouvernement Aristide Briand (4)        | du 18 février 1913 au 22 mars 1913       | Aristide Briand                | Parti républicain-socialiste                   | pas de coalition | Xe législature du 1er juin 1910 au 31 mai 1914 | Raymond Poincaré PRD du 18 février 1913 au 18 février 1920                                                                                   |
|                     |                     | Gouvernement Louis Barthou              | du 22 mars 1913 au 2 décembre 1913       | Louis Barthou                  | Alliance démocratique                          | pas de coalition | Xe législature du 1er juin 1910 au 31 mai 1914 | Raymond Poincaré PRD du 18 février 1913 au 18 février 1920                                                                                   |
|                     |                     | Gouvernement Gaston Doumergue (1)       | du 9 décembre 1913 au 2 juin 1914        | Gaston Doumergue               | Parti radical                                  | pas de coalition | Xe législature du 1er juin 1910 au 31 mai 1914 | Raymond Poincaré PRD du 18 février 1913 au 18 février 1920                                                                                   |
|                     |                     | Gouvernement Alexandre Ribot (4)        | du 9 juin 1914 au 12 juin 1914           | Alexandre Ribot                | Fédération républicaine                        | pas de coalition | XIe législature du 1er juin 1914 au 7 décembre 1919 | Raymond Poincaré PRD du 18 février 1913 au 18 février 1920                                                                                   |
|                     |                     | Gouvernement René Viviani (1)           | du 13 juin 1914 au 26 août 1914          | René Viviani                   | Parti républicain-socialiste                   | pas de coalition | XIe législature du 1er juin 1914 au 7 décembre 1919 | Raymond Poincaré PRD du 18 février 1913 au 18 février 1920                                                                                   |
|                     |                     | Gouvernement René Viviani (2)           | du 26 août 1914 au 29 octobre 1915       | René Viviani                   | Parti républicain-socialiste                   | Union sacrée | XIe législature du 1er juin 1914 au 7 décembre 1919 | Raymond Poincaré PRD du 18 février 1913 au 18 février 1920                                                                                   |
|                     |                     | Gouvernement Aristide Briand (5)        | du 29 octobre 1915 au 12 décembre 1916   | Aristide Briand                | Parti républicain-socialiste                   | Union sacrée | XIe législature du 1er juin 1914 au 7 décembre 1919 | Raymond Poincaré PRD du 18 février 1913 au 18 février 1920                                                                                   |
|                     |                     | Gouvernement Aristide Briand (6)        | du 12 décembre 1916 au 17 mars 1917      | Aristide Briand                | Parti républicain-socialiste                   | Union sacrée | XIe législature du 1er juin 1914 au 7 décembre 1919 | Raymond Poincaré PRD du 18 février 1913 au 18 février 1920                                                                                   |
|                     |                     | Gouvernement Alexandre Ribot (5)        | du 20 mars 1917 au 7 septembre 1917      | Alexandre Ribot                | Fédération républicaine                        | Union sacrée | XIe législature du 1er juin 1914 au 7 décembre 1919 | Raymond Poincaré PRD du 18 février 1913 au 18 février 1920                                                                                   |
|                     |                     | Gouvernement Paul Painlevé (1)          | du 12 septembre 1917 au 13 novembre 1917 | Paul Painlevé                  | Parti républicain-socialiste                   | Union sacrée | XIe législature du 1er juin 1914 au 7 décembre 1919 | Raymond Poincaré PRD du 18 février 1913 au 18 février 1920                                                                                   |
|                     |                     | Gouvernement Georges Clemenceau (2)     | du 16 novembre 1917 au 18 janvier 1920   | Georges Clemenceau             | Radical indépendant                            | Union sacrée | XIe législature du 1er juin 1914 au 7 décembre 1919 | Raymond Poincaré PRD du 18 février 1913 au 18 février 1920                                                                                   |
|                     |                     | Gouvernement Alexandre Millerand (1)    | du 20 janvier 1920 au 18 février 1920    | Alexandre Millerand            | Sans étiquette                                 | Bloc national | XIIe législature du 8 décembre 1919 au 31 mai 1924 | Raymond Poincaré PRD du 18 février 1913 au 18 février 1920                                                                                   |
|                     |                     | Gouvernement Alexandre Millerand (2)    | du 18 février 1920 au 23 septembre 1920  | Alexandre Millerand            | Sans étiquette                                 | Bloc national | XIIe législature du 8 décembre 1919 au 31 mai 1924 | Paul Deschanel ARD du 18 février 1920 au 21 septembre 1920                                                                                   |
|                     |                     | Gouvernement Georges Leygues            | du 24 septembre 1920 au 12 janvier 1921  | Georges Leygues                | Alliance Démocratique                          | Bloc national | XIIe législature du 8 décembre 1919 au 31 mai 1924 | Alexandre Millerand Sans étiquette du 23 septembre 1920 au 11 juin 1924                                                                      |
|                     |                     | Gouvernement Aristide Briand (7)        | du 16 janvier 1921 au 12 janvier 1922    | Aristide Briand                | Parti républicain socialiste                   | pas de coalition | XIIe législature du 8 décembre 1919 au 31 mai 1924 | Alexandre Millerand Sans étiquette du 23 septembre 1920 au 11 juin 1924                                                                      |
|                     |                     | Gouvernement Raymond Poincaré (2)       | du 15 janvier 1922 au 29 mars 1924       | Raymond Poincaré               | Alliance démocratique                          | Bloc national | XIIe législature du 8 décembre 1919 au 31 mai 1924 | Alexandre Millerand Sans étiquette du 23 septembre 1920 au 11 juin 1924                                                                      |
|                     |                     | Gouvernement Raymond Poincaré (3)       | du 29 mars 1924 au 1er juin 1924         | Raymond Poincaré               | Alliance démocratique                          | Bloc national | XIIe législature du 8 décembre 1919 au 31 mai 1924 | Alexandre Millerand Sans étiquette du 23 septembre 1920 au 11 juin 1924                                                                      |
|                     |                     | Gouvernement Frédéric François-Marsal   | du 8 juin 1924 au 10 juin 1924           | Frédéric François-Marsal       | Fédération républicaine                        | Bloc national | XIIIe législature du 1er juin 1924 au 31 mai 1928 | Alexandre Millerand Sans étiquette du 23 septembre 1920 au 11 juin 1924                                                                      |
|                     |                     | Gouvernement Édouard Herriot (1)        | du 14 juin 1924 au 10 avril 1925         | Édouard Herriot                | Parti radical                                  | Cartel des gauches | XIIIe législature du 1er juin 1924 au 31 mai 1928 | Gaston Doumergue Radical du 13 juin 1924 au 13 juin 1931                                                                                     |
|                     |                     | Gouvernement Paul Painlevé (2)          | du 17 avril 1925 au 27 octobre 1925      | Paul Painlevé                  | Parti républicain socialiste                   | Cartel des gauches | XIIIe législature du 1er juin 1924 au 31 mai 1928 | Gaston Doumergue Radical du 13 juin 1924 au 13 juin 1931                                                                                     |
|                     |                     | Gouvernement Paul Painlevé (3)          | du 29 octobre 1925 au 22 novembre 1925   | Paul Painlevé                  | Parti républicain socialiste                   | Cartel des gauches | XIIIe législature du 1er juin 1924 au 31 mai 1928 | Gaston Doumergue Radical du 13 juin 1924 au 13 juin 1931                                                                                     |
|                     |                     | Gouvernement Aristide Briand (8)        | du 28 novembre 1925 au 6 mars 1926       | Aristide Briand                | Parti républicain socialiste                   | Cartel des gauches | XIIIe législature du 1er juin 1924 au 31 mai 1928 | Gaston Doumergue Radical du 13 juin 1924 au 13 juin 1931                                                                                     |
|                     |                     | Gouvernement Aristide Briand (9)        | du 9 mars 1926 au 15 juin 1926           | Aristide Briand                | Parti républicain socialiste                   | Cartel des gauches | XIIIe législature du 1er juin 1924 au 31 mai 1928 | Gaston Doumergue Radical du 13 juin 1924 au 13 juin 1931                                                                                     |
|                     |                     | Gouvernement Aristide Briand (10)       | du 23 juin 1926 au 17 juillet 1926       | Aristide Briand                | Parti républicain socialiste                   | Cartel des gauches | XIIIe législature du 1er juin 1924 au 31 mai 1928 | Gaston Doumergue Radical du 13 juin 1924 au 13 juin 1931                                                                                     |
|                     |                     | Gouvernement Édouard Herriot (2)        | du 19 juillet 1926 au 21 juillet 1926    | Édouard Herriot                | Parti radical                                  | Cartel des gauches | XIIIe législature du 1er juin 1924 au 31 mai 1928 | Gaston Doumergue Radical du 13 juin 1924 au 13 juin 1931                                                                                     |
|                     |                     | Gouvernement Raymond Poincaré (4)       | du 23 juillet 1926 au 6 novembre 1928    | Raymond Poincaré               | Alliance démocratique                          | Union nationale | XIIIe législature du 1er juin 1924 au 31 mai 1928 | Gaston Doumergue Radical du 13 juin 1924 au 13 juin 1931                                                                                     |
|                     |                     | Gouvernement Raymond Poincaré (5)       | du 11 novembre 1928 au 26 juillet 1929   | Raymond Poincaré               | Alliance démocratique                          | Union nationale | XIVe législature du 1er juin 1928 au 31 mai 1932 | Gaston Doumergue Radical du 13 juin 1924 au 13 juin 1931                                                                                     |
|                     |                     | Gouvernement Aristide Briand (11)       | du 29 juillet 1929 au 22 octobre 1929    | Aristide Briand                | Parti républicain socialiste                   | pas de coalition | XIVe législature du 1er juin 1928 au 31 mai 1932 | Gaston Doumergue Radical du 13 juin 1924 au 13 juin 1931                                                                                     |
|                     |                     | Gouvernement André Tardieu (1)          | du 3 novembre 1929 au 17 février 1930    | André Tardieu                  | Alliance démocratique                          | pas de coalition | XIVe législature du 1er juin 1928 au 31 mai 1932 | Gaston Doumergue Radical du 13 juin 1924 au 13 juin 1931                                                                                     |
|                     |                     | Gouvernement Camille Chautemps (1)      | du 21 février 1930 au 25 février 1930    | Camille Chautemps              | Parti radical                                  | pas de coalition | XIVe législature du 1er juin 1928 au 31 mai 1932 | Gaston Doumergue Radical du 13 juin 1924 au 13 juin 1931                                                                                     |
|                     |                     | Gouvernement André Tardieu (2)          | du 2 mars 1930 au 4 décembre 1930        | André Tardieu                  | Alliance démocratique                          | pas de coalition | XIVe législature du 1er juin 1928 au 31 mai 1932 | Gaston Doumergue Radical du 13 juin 1924 au 13 juin 1931                                                                                     |
|                     |                     | Gouvernement Théodore Steeg             | du 13 décembre 1930 au 22 janvier 1931   | Théodore Steeg                 | Parti radical                                  | pas de coalition | XIVe législature du 1er juin 1928 au 31 mai 1932 | Gaston Doumergue Radical du 13 juin 1924 au 13 juin 1931                                                                                     |
|                     |                     | Gouvernement Pierre Laval (1)           | du 27 janvier 1931 au 13 juin 1931       | Pierre Laval                   | Sans étiquette                                 | pas de coalition | XIVe législature du 1er juin 1928 au 31 mai 1932 | Gaston Doumergue Radical du 13 juin 1924 au 13 juin 1931                                                                                     |
|                     |                     | Gouvernement Pierre Laval (2)           | du 13 juin 1931 au 12 janvier 1932       | Pierre Laval                   | Sans étiquette                                 | pas de coalition | XIVe législature du 1er juin 1928 au 31 mai 1932 | Paul Doumer Sans étiquette du 13 juin 1931 au 7 mai 1932                                                                                     |
|                     |                     | Gouvernement Pierre Laval (3)           | du 14 janvier 1932 au 16 février 1932    | Pierre Laval                   | Sans étiquette                                 | pas de coalition | XIVe législature du 1er juin 1928 au 31 mai 1932 | Paul Doumer Sans étiquette du 13 juin 1931 au 7 mai 1932                                                                                     |
|                     |                     | Gouvernement André Tardieu (3)          | du 20 février 1932 au 10 mai 1932        | André Tardieu                  | Alliance démocratique                          | pas de coalition | XIVe législature du 1er juin 1928 au 31 mai 1932 | Paul Doumer Sans étiquette du 13 juin 1931 au 7 mai 1932                                                                                     |
|                     |                     | Gouvernement Édouard Herriot (3)        | du 3 juin 1932 au 14 décembre 1932       | Édouard Herriot                | Parti radical                                  | Cartel des gauches | XVe législature du 1er juin 1932 au 31 mai 1936 | Albert Lebrun AD du 10 mai 1932 au 10 mai 1939 puis réélu pour un 2d mandat, jusqu'au vote des pleins pouvoirs à Pétain le 10 juillet 1940   |
|                     |                     | Gouvernement Joseph Paul-Boncour        | du 18 décembre 1932 au 28 janvier 1933   | Joseph Paul-Boncour            | Parti républicain-socialiste                   | Cartel des gauches | XVe législature du 1er juin 1932 au 31 mai 1936 | Albert Lebrun AD du 10 mai 1932 au 10 mai 1939 puis réélu pour un 2d mandat, jusqu'au vote des pleins pouvoirs à Pétain le 10 juillet 1940   |
|                     |                     | Gouvernement Édouard Daladier (1)       | du 31 janvier 1933 au 24 octobre 1933    | Édouard Daladier               | Parti radical                                  | Cartel des gauches | XVe législature du 1er juin 1932 au 31 mai 1936 | Albert Lebrun AD du 10 mai 1932 au 10 mai 1939 puis réélu pour un 2d mandat, jusqu'au vote des pleins pouvoirs à Pétain le 10 juillet 1940   |
|                     |                     | Gouvernement Albert Sarraut (1)         | du 26 octobre 1933 au 24 novembre 1933   | Albert Sarraut                 | Parti radical                                  | Cartel des gauches | XVe législature du 1er juin 1932 au 31 mai 1936 | Albert Lebrun AD du 10 mai 1932 au 10 mai 1939 puis réélu pour un 2d mandat, jusqu'au vote des pleins pouvoirs à Pétain le 10 juillet 1940   |
|                     |                     | Gouvernement Camille Chautemps (2)      | du 26 novembre 1933 au 27 janvier 1934   | Camille Chautemps              | Parti radical                                  | Cartel des gauches | XVe législature du 1er juin 1932 au 31 mai 1936 | Albert Lebrun AD du 10 mai 1932 au 10 mai 1939 puis réélu pour un 2d mandat, jusqu'au vote des pleins pouvoirs à Pétain le 10 juillet 1940   |
|                     |                     | Gouvernement Édouard Daladier (2)       | du 30 janvier 1934 au 7 février 1934     | Édouard Daladier               | Parti radical                                  | Cartel des gauches | XVe législature du 1er juin 1932 au 31 mai 1936 | Albert Lebrun AD du 10 mai 1932 au 10 mai 1939 puis réélu pour un 2d mandat, jusqu'au vote des pleins pouvoirs à Pétain le 10 juillet 1940   |
|                     |                     | Gouvernement Gaston Doumergue (2)       | du 9 février 1934 au 8 novembre 1934     | Gaston Doumergue               | Parti radical                                  | Gouvernement d'union nationale | XVe législature du 1er juin 1932 au 31 mai 1936 | Albert Lebrun AD du 10 mai 1932 au 10 mai 1939 puis réélu pour un 2d mandat, jusqu'au vote des pleins pouvoirs à Pétain le 10 juillet 1940   |
|                     |                     | Gouvernement Pierre-Étienne Flandin (1) | du 8 novembre 1934 au 31 mai 1935        | Pierre-Étienne Flandin         | Alliance démocratique                          | pas de coalition | XVe législature du 1er juin 1932 au 31 mai 1936 | Albert Lebrun AD du 10 mai 1932 au 10 mai 1939 puis réélu pour un 2d mandat, jusqu'au vote des pleins pouvoirs à Pétain le 10 juillet 1940   |
|                     |                     | Gouvernement Fernand Bouisson           | du 1er juin 1935 au 4 juin 1935          | Fernand Bouisson               | Divers gauche                                  | pas de coalition | XVe législature du 1er juin 1932 au 31 mai 1936 | Albert Lebrun AD du 10 mai 1932 au 10 mai 1939 puis réélu pour un 2d mandat, jusqu'au vote des pleins pouvoirs à Pétain le 10 juillet 1940   |
|                     |                     | Gouvernement Pierre Laval (4)           | du 7 juin 1935 au 22 janvier 1936        | Pierre Laval                   | Sans étiquette                                 | pas de coalition | XVe législature du 1er juin 1932 au 31 mai 1936 | Albert Lebrun AD du 10 mai 1932 au 10 mai 1939 puis réélu pour un 2d mandat, jusqu'au vote des pleins pouvoirs à Pétain le 10 juillet 1940   |
|                     |                     | Gouvernement Albert Sarraut (2)         | du 24 janvier 1936 au 4 juin 1936        | Albert Sarraut                 | Parti radical                                  | pas de coalition | XVe législature du 1er juin 1932 au 31 mai 1936 | Albert Lebrun AD du 10 mai 1932 au 10 mai 1939 puis réélu pour un 2d mandat, jusqu'au vote des pleins pouvoirs à Pétain le 10 juillet 1940   |
|                     |                     | Gouvernement Léon Blum (1)              | du 4 juin 1936 au 21 juin 1937           | Léon Blum                      | Section française de l'Internationale ouvrière | Front populaire | XVIe législature du 1er juin 1936 au 10 juillet 1940 | Albert Lebrun AD du 10 mai 1932 au 10 mai 1939 puis réélu pour un 2d mandat, jusqu'au vote des pleins pouvoirs à Pétain le 10 juillet 1940   |
|                     |                     | Gouvernement Camille Chautemps (3)      | du 23 juin 1937 au 14 janvier 1938       | Camille Chautemps              | Parti radical                                  | Front populaire | XVIe législature du 1er juin 1936 au 10 juillet 1940 | Albert Lebrun AD du 10 mai 1932 au 10 mai 1939 puis réélu pour un 2d mandat, jusqu'au vote des pleins pouvoirs à Pétain le 10 juillet 1940   |
|                     |                     | Gouvernement Camille Chautemps (4)      | du 18 janvier 1938 au 10 mars 1938       | Camille Chautemps              | Parti radical                                  | Front populaire | XVIe législature du 1er juin 1936 au 10 juillet 1940 | Albert Lebrun AD du 10 mai 1932 au 10 mai 1939 puis réélu pour un 2d mandat, jusqu'au vote des pleins pouvoirs à Pétain le 10 juillet 1940   |
|                     |                     | Gouvernement Léon Blum (2)              | du 13 mars 1938 au 8 avril 1938          | Léon Blum                      | Section française de l'Internationale ouvrière | Front populaire | XVIe législature du 1er juin 1936 au 10 juillet 1940 | Albert Lebrun AD du 10 mai 1932 au 10 mai 1939 puis réélu pour un 2d mandat, jusqu'au vote des pleins pouvoirs à Pétain le 10 juillet 1940   |
|                     |                     | Gouvernement Édouard Daladier (3)       | du 12 avril 1938 au 11 mai 1939          | Édouard Daladier               | Parti radical                                  | pas de coalition | XVIe législature du 1er juin 1936 au 10 juillet 1940 | Albert Lebrun AD du 10 mai 1932 au 10 mai 1939 puis réélu pour un 2d mandat, jusqu'au vote des pleins pouvoirs à Pétain le 10 juillet 1940   |
|                     |                     | Gouvernement Édouard Daladier (4)       | du 11 mai 1939 au 14 septembre 1939      | Édouard Daladier               | Parti radical                                  | pas de coalition | XVIe législature du 1er juin 1936 au 10 juillet 1940 | Albert Lebrun AD du 10 mai 1932 au 10 mai 1939 puis réélu pour un 2d mandat, jusqu'au vote des pleins pouvoirs à Pétain le 10 juillet 1940   |
|                     |                     | Gouvernement Édouard Daladier (5)       | du 14 septembre 1939 au 20 mars 1940     | Édouard Daladier               | Parti radical                                  | pas de coalition | XVIe législature du 1er juin 1936 au 10 juillet 1940 | Albert Lebrun AD du 10 mai 1932 au 10 mai 1939 puis réélu pour un 2d mandat, jusqu'au vote des pleins pouvoirs à Pétain le 10 juillet 1940   |
|                     |                     | Gouvernement Paul Reynaud               | du 22 mars 1940 au 16 juin 1940          | Paul Reynaud                   | Divers droite                                  | pas de coalition | XVIe législature du 1er juin 1936 au 10 juillet 1940 | Albert Lebrun AD du 10 mai 1932 au 10 mai 1939 puis réélu pour un 2d mandat, jusqu'au vote des pleins pouvoirs à Pétain le 10 juillet 1940   |
|                     |                     | Gouvernement Philippe Pétain            | du 16 juin 1940 au 11 juillet 1940       | Philippe Pétain                | Sans étiquette                                 | pas de coalition | XVIe législature du 1er juin 1936 au 10 juillet 1940 | Albert Lebrun AD du 10 mai 1932 au 10 mai 1939 puis réélu pour un 2d mandat, jusqu'au vote des pleins pouvoirs à Pétain le 10 juillet 1940   |

## France libre et Régime de Vichy
| France Libre                            | Dates du mandat                         | Législature (élections)                                                                                  | Régime (Président) | Régime de Vichy                         | Dates du mandat                           | Chef du régime                                     |                                                                                       |
| Conseil de défense de l'Empire          | du 11 juillet 1940 au 24 septembre 1941 | XVIe (élections) du 1er juin 1936 au 31 mai 1942 (Elle siègera pour la dernière fois le 10 juillet 1940) | France Libre puis « France combattante » du 18 juin 1940 au 6 juin 1943 (Charles de Gaulle) | Gouvernement Pierre Laval (5)           | du 12 juillet 1940 au 13 décembre 1940    | Philippe Pétain du 11 juillet 1940 au 19 août 1944 |                                                                                       |
| Conseil de défense de l'Empire          | du 11 juillet 1940 au 24 septembre 1941 | XVIe (élections) du 1er juin 1936 au 31 mai 1942 (Elle siègera pour la dernière fois le 10 juillet 1940) | France Libre puis « France combattante » du 18 juin 1940 au 6 juin 1943 (Charles de Gaulle) | Gouvernement Pierre-Étienne Flandin (2) | du 13 décembre 1940 au 9 février 1941     | Philippe Pétain du 11 juillet 1940 au 19 août 1944 |                                                                                       |
| Conseil de défense de l'Empire          | du 11 juillet 1940 au 24 septembre 1941 | XVIe (élections) du 1er juin 1936 au 31 mai 1942 (Elle siègera pour la dernière fois le 10 juillet 1940) | France Libre puis « France combattante » du 18 juin 1940 au 6 juin 1943 (Charles de Gaulle) | Gouvernement François Darlan            | du 10 février 1941 au 18 avril 1942       | Philippe Pétain du 11 juillet 1940 au 19 août 1944 |                                                                                       |
| Comité national français                | du 24 septembre 1941 au 6 juin 1943     | XVIe (élections) du 1er juin 1936 au 31 mai 1942 (Elle siègera pour la dernière fois le 10 juillet 1940) | France Libre puis « France combattante » du 18 juin 1940 au 6 juin 1943 (Charles de Gaulle) | Gouvernement François Darlan            | du 10 février 1941 au 18 avril 1942       | Philippe Pétain du 11 juillet 1940 au 19 août 1944 |                                                                                       |
| Comité national français                | du 24 septembre 1941 au 6 juin 1943     | pas de législature du 31 mai 1942 au 3 novembre 1943                                                     | Comité national français du 24 septembre 1941 au 6 juin 1943 |                                         | Gouvernement Pierre Laval (6)             | Philippe Pétain du 11 juillet 1940 au 19 août 1944 | du 18 avril 1942 au 19 août 1944                                                      |
| Comité français de Libération nationale | du 6 juin 1943 au 3 juin 1944           | Assemblée consultative provisoire du 3 novembre 1943 au 25 juillet 1944                                  | Comité français de la Libération nationale du 3 juin 1943 au 3 juin 1944 (Charles de Gaulle - président du Comité chargé de l'action gouvernementale - et Henri Giraud - co-président du 3 juin au 4 août 1943) |                                         | Gouvernement Pierre Laval (6)             | Philippe Pétain du 11 juillet 1940 au 19 août 1944 | du 18 avril 1942 au 19 août 1944                                                      |
| Comité français de Libération nationale | du 6 juin 1943 au 3 juin 1944           | Assemblée consultative provisoire du 3 novembre 1943 au 25 juillet 1944                                  | Comité français de la Libération nationale du 3 juin 1943 au 3 juin 1944 (Charles de Gaulle - président du Comité chargé de l'action gouvernementale - et Henri Giraud - co-président du 3 juin au 4 août 1943) |                                         | Commission gouvernementale de Sigmaringen | de septembre 1944 au 26 juin 1945                  | Pétain refuse d’exercer ses fonctions et de participer aux activités de la commission |

## Gouvernement provisoire (3 juin 1944 — 27 octobre 1946)
| Nom (gouvernements) | Nom (gouvernements)                | Nom (gouvernements)                    | Dates du mandat                                     | Nom                                | Parti       | Législature                                                                                         | Régime                                                                                      | Président de l'Assemblée                                                                              | Président de la République                                                              |
| --- | ---------------------------------- | -------------------------------------- | --------------------------------------------------- | ---------------------------------- | ----------- | --------------------------------------------------------------------------------------------------- | ------------------------------------------------------------------------------------------- | --- | --------------------------------------------------------------------------------------- |
| |                                    | Gouvernement Charles de Gaulle (1)     | du 2 septembre 1944 au 2 novembre 1945              | Charles de Gaulle                  | Aucun       | Assemblée consultative provisoire de Paris du 7 novembre 1944 au 5 novembre 1945                    | Gouvernement provisoire de la République française (GPRF) du 3 juin 1944 au 27 octobre 1946 | Félix Gouin Président de l'Assemblée nationale consultative du 8 novembre 1944 au 5 novembre 1945     | Charles de Gaulle chef de l'État et président du GPRF du 3 juin 1944 au 20 janvier 1946 |
| | Gouvernement Charles de Gaulle (2) | du 21 novembre 1945 au 26 janvier 1946 | Ire Constituante du 6 novembre 1945 au 10 juin 1946 | Charles de Gaulle                  | Aucun       | Félix Gouin Président de l'Assemblée nationale constituante (du 8 novembre 1945 au 22 janvier 1946) | Gouvernement provisoire de la République française (GPRF) du 3 juin 1944 au 27 octobre 1946 | | Charles de Gaulle chef de l'État et président du GPRF du 3 juin 1944 au 20 janvier 1946 |
| |                                    | Gouvernement Félix Gouin               | Ire Constituante du 6 novembre 1945 au 10 juin 1946 | du 26 janvier 1946 au 12 juin 1946 | Félix Gouin | SFIO                                                                                                | Gouvernement provisoire de la République française (GPRF) du 3 juin 1944 au 27 octobre 1946 | Vincent Auriol Président de l'Assemblée nationale constituante du 31 janvier 1946 au 27 novembre 1946 | Félix Gouin président du GPRF du 20 janvier 1946 au 24 juin 1946                        |
| |                                    | Gouvernement Georges Bidault (1)       | du 24 juin 1946 au 28 novembre 1946                 | Georges Bidault                    | MRP         | IIe Constituante du 11 juin 1946 au 27 novembre 1946                                                | Gouvernement provisoire de la République française (GPRF) du 3 juin 1944 au 27 octobre 1946 | Vincent Auriol Président de l'Assemblée nationale constituante du 31 janvier 1946 au 27 novembre 1946 | Georges Bidault président du GPRF du 24 juin 1946 au 16 décembre 1946                   |
| |                                    | Gouvernement Léon Blum (3)             | du 18 décembre 1946 au 22 janvier 1947              | Léon Blum                          | SFIO        | Ire législature (Élections) du 28 novembre 1946 au 4 juillet 1951                                   | IVe République du 27 octobre 1946 au 4 octobre 1958                                         | Vincent Auriol Président de l'Assemblée nationale du 3 décembre 1946 au 20 janvier 1947               | Vincent Auriol chef de l'État du 16 décembre 1946 au 16 janvier 1947                    |
| Note : de septembre 1944 à janvier 1947, la fonction présidentielle est vacante et confondue avec le chef du gouvernement |                                    |                                        |                                                     |                                    |             | |                                                                                             | |                                                                                         |

## IVeRépublique (27 octobre 1946 — 4 octobre 1958)
| Nom (gouvernements)                                    | Nom (gouvernements)            | Nom (gouvernements)                   | Dates du mandat                                     | Chef                                    | Parti                                       | Coalition                                                      | Législature (élections)                                           | Présidents (dates du mandat)                                                            |
| ------------------------------------------------------ | ------------------------------ | ------------------------------------- | --------------------------------------------------- | --------------------------------------- | ------------------------------------------- | -------------------------------------------------------------- | ----------------------------------------------------------------- | --------------------------------------------------------------------------------------- |
|                                                        |                                | Gouvernement Léon Blum (3)            | du 18 décembre 1946 au 22 janvier 1947              | Léon Blum                               | SFIO                                        | Aucune coalition                                               | Ire législature (Élections) du 28 novembre 1946 au 4 juillet 1951 | Vincent Auriol Président de l'Assemblée nationale du 3 décembre 1946 au 20 janvier 1947 |
|                                                        |                                | Gouvernement Paul Ramadier (1)        | du 22 janvier 1947 au 4 mai 1947                    | Paul Ramadier                           | SFIO                                        | Tripartisme                                                    | Ire (Élections) du 28 novembre 1946 au 4 juillet 1951             | Vincent Auriol SFIO du 16 janvier 1947 au 16 janvier 1954                               |
| 5 mai 1947 22 octobre 1947                             | Troisième Force                | Gouvernement Paul Ramadier (1)        |                                                     | Paul Ramadier                           | SFIO                                        |                                                                | Ire (Élections) du 28 novembre 1946 au 4 juillet 1951             | Vincent Auriol SFIO du 16 janvier 1947 au 16 janvier 1954                               |
|                                                        | Troisième Force                | Gouvernement Paul Ramadier (2)        | du 22 octobre 1947 au 19 novembre 1947              | Paul Ramadier                           | SFIO                                        |                                                                | Ire (Élections) du 28 novembre 1946 au 4 juillet 1951             | Vincent Auriol SFIO du 16 janvier 1947 au 16 janvier 1954                               |
|                                                        | Troisième Force                |                                       | Gouvernement Robert Schuman (1)                     | du 24 novembre 1947 au 19 juillet 1948  | Robert Schuman                              | Mouvement républicain populaire                                | Ire (Élections) du 28 novembre 1946 au 4 juillet 1951             | Vincent Auriol SFIO du 16 janvier 1947 au 16 janvier 1954                               |
|                                                        | Troisième Force                |                                       | Gouvernement André Marie                            | du 26 juillet 1948 au 27 août 1948      | André Marie                                 | Parti radical                                                  | Ire (Élections) du 28 novembre 1946 au 4 juillet 1951             | Vincent Auriol SFIO du 16 janvier 1947 au 16 janvier 1954                               |
|                                                        | Troisième Force                |                                       | Gouvernement Robert Schuman (2)                     | du 5 septembre 1948 au 7 septembre 1948 | Robert Schuman                              | Mouvement républicain populaire                                | Ire (Élections) du 28 novembre 1946 au 4 juillet 1951             | Vincent Auriol SFIO du 16 janvier 1947 au 16 janvier 1954                               |
|                                                        | Troisième Force                |                                       | Gouvernement Henri Queuille (1)                     | du 11 septembre 1948 au 5 octobre 1949  | Henri Queuille                              | Parti radical                                                  | Ire (Élections) du 28 novembre 1946 au 4 juillet 1951             | Vincent Auriol SFIO du 16 janvier 1947 au 16 janvier 1954                               |
|                                                        | Troisième Force                |                                       | Gouvernement Georges Bidault (2)                    | du 28 octobre 1949 au 7 février 1950    | Georges Bidault                             | Mouvement républicain populaire                                | Ire (Élections) du 28 novembre 1946 au 4 juillet 1951             | Vincent Auriol SFIO du 16 janvier 1947 au 16 janvier 1954                               |
|                                                        | Troisième Force                | Gouvernement Georges Bidault (3)      | du 7 février 1950 au 24 juin 1950                   |                                         | Georges Bidault                             | Mouvement républicain populaire                                | Ire (Élections) du 28 novembre 1946 au 4 juillet 1951             | Vincent Auriol SFIO du 16 janvier 1947 au 16 janvier 1954                               |
|                                                        | Troisième Force                |                                       | Gouvernement Henri Queuille (2)                     | du 2 juillet 1950 au 4 juillet 1950     | Henri Queuille                              | Parti radical                                                  | Ire (Élections) du 28 novembre 1946 au 4 juillet 1951             | Vincent Auriol SFIO du 16 janvier 1947 au 16 janvier 1954                               |
|                                                        | Troisième Force                |                                       | Gouvernement René Pleven (1)                        | du 12 juillet 1950 au 28 février 1951   | René Pleven                                 | Union démocratique et socialiste de la Résistance              | Ire (Élections) du 28 novembre 1946 au 4 juillet 1951             | Vincent Auriol SFIO du 16 janvier 1947 au 16 janvier 1954                               |
|                                                        | Troisième Force                |                                       | Gouvernement Henri Queuille (3)                     | du 10 mars 1951 au 10 juillet 1951      | Henri Queuille                              | Parti radical                                                  | Ire (Élections) du 28 novembre 1946 au 4 juillet 1951             | Vincent Auriol SFIO du 16 janvier 1947 au 16 janvier 1954                               |
| IIe (Élections) du 5 juillet 1951 au 1er décembre 1955 | Troisième Force                |                                       | Gouvernement Henri Queuille (3)                     | du 10 mars 1951 au 10 juillet 1951      | Henri Queuille                              | Parti radical                                                  |                                                                   | Vincent Auriol SFIO du 16 janvier 1947 au 16 janvier 1954                               |
|                                                        | Troisième Force                |                                       | Gouvernement René Pleven (2)                        | du 11 août 1951 au 7 janvier 1952       | René Pleven                                 | Union démocratique et socialiste de la Résistance              |                                                                   | Vincent Auriol SFIO du 16 janvier 1947 au 16 janvier 1954                               |
| Aucune coalition                                       |                                |                                       | Gouvernement René Pleven (2)                        | du 11 août 1951 au 7 janvier 1952       | René Pleven                                 | Union démocratique et socialiste de la Résistance              |                                                                   | Vincent Auriol SFIO du 16 janvier 1947 au 16 janvier 1954                               |
|                                                        |                                | Gouvernement Edgar Faure (1)          | du 20 janvier 1952 au 28 février 1952               | Edgar Faure                             | Parti radical                               |                                                                |                                                                   | Vincent Auriol SFIO du 16 janvier 1947 au 16 janvier 1954                               |
|                                                        | sans cadre                     | Gouvernement Antoine Pinay            | du 8 mars 1952 au 23 décembre 1952                  | Antoine Pinay                           | Centre national des indépendants et paysans |                                                                |                                                                   | Vincent Auriol SFIO du 16 janvier 1947 au 16 janvier 1954                               |
|                                                        |                                | Gouvernement René Mayer               | du 8 janvier 1953 au 21 mai 1953                    | René Mayer                              | Parti radical                               |                                                                |                                                                   | Vincent Auriol SFIO du 16 janvier 1947 au 16 janvier 1954                               |
|                                                        |                                | Gouvernement Joseph Laniel (1)        | du 27 juin 1953 au 16 janvier 1954                  | Joseph Laniel                           | Centre national des indépendants et paysans |                                                                |                                                                   | Vincent Auriol SFIO du 16 janvier 1947 au 16 janvier 1954                               |
|                                                        | Gouvernement Joseph Laniel (2) | du 16 janvier 1954 au 12 juin 1954    | René Coty CNIP du 16 janvier 1954 au 8 janvier 1959 | Joseph Laniel                           | Centre national des indépendants et paysans |                                                                |                                                                   |                                                                                         |
|                                                        |                                | Gouvernement Pierre Mendès France     | René Coty CNIP du 16 janvier 1954 au 8 janvier 1959 | du 18 juin 1954 au 5 février 1955       | Pierre Mendès France                        | Parti radical                                                  |                                                                   |                                                                                         |
|                                                        |                                | Gouvernement Edgar Faure (2)          | René Coty CNIP du 16 janvier 1954 au 8 janvier 1959 | du 23 février 1955 au 24 janvier 1956   | Edgar Faure                                 | Parti radical                                                  |                                                                   |                                                                                         |
|                                                        |                                | Gouvernement Guy Mollet               | René Coty CNIP du 16 janvier 1954 au 8 janvier 1959 | du 31 janvier 1956 au 21 mai 1957       | Guy Mollet                                  | SFIO                                                           | Front républicain                                                 | IIIe (Élections) du 19 janvier 1956 au 8 décembre 1958                                  |
|                                                        |                                | Gouvernement Maurice Bourgès-Maunoury | René Coty CNIP du 16 janvier 1954 au 8 janvier 1959 | du 12 juin 1957 au 30 septembre 1957    | Maurice Bourgès-Maunoury                    | Parti radical                                                  | Aucune coalition                                                  | IIIe (Élections) du 19 janvier 1956 au 8 décembre 1958                                  |
|                                                        |                                | Gouvernement Félix Gaillard           | René Coty CNIP du 16 janvier 1954 au 8 janvier 1959 | du 6 novembre 1957 au 15 avril 1958     | Félix Gaillard                              | Parti radical                                                  | Aucune coalition                                                  | IIIe (Élections) du 19 janvier 1956 au 8 décembre 1958                                  |
|                                                        |                                | Gouvernement Pierre Pflimlin          | René Coty CNIP du 16 janvier 1954 au 8 janvier 1959 | du 13 mai 1958 au 28 mai 1958           | Pierre Pflimlin                             | Mouvement républicain populaire                                | Aucune coalition                                                  | IIIe (Élections) du 19 janvier 1956 au 8 décembre 1958                                  |
|                                                        |                                | Gouvernement Charles de Gaulle (3)    | René Coty CNIP du 16 janvier 1954 au 8 janvier 1959 | du 1er juin 1958 au 8 janvier 1959      | Charles de Gaulle                           | Sans étiquette (proche des Républicains sociaux puis de l'UNR) | Aucune coalition                                                  | IIIe (Élections) du 19 janvier 1956 au 8 décembre 1958                                  |

## VeRépublique (depuis le 4 octobre 1958)
| Nom (gouvernements)                        | Nom (gouvernements)                             | Nom (gouvernements)                                       | Dates du mandat                                   | Premier ministre                                                        | Parti du Premier ministre                                           | Législature (élection)                                                                | Président de la République (dates du mandat)                                                                  | Nombre de membres |
| ------------------------------------------ | ----------------------------------------------- | --------------------------------------------------------- | ------------------------------------------------- | ----------------------------------------------------------------------- | ------------------------------------------------------------------- | ------------------------------------------------------------------------------------- | --- | ----------------- |
|                                            |                                                 | Gouvernement Michel Debré                                 | du 9 janvier 1959 au 14 avril 1962                | Michel Debré                                                            | UNR                                                                 | Ire (Élections) du 9 décembre 1958 au 10 octobre 1962                                 | Présidence de Charles de Gaulle Soutenu par : UNR, UNR-UDT puis UD-Ve, UDR du 8 janvier 1959 au 28 avril 1969 | 26                |
|                                            | Gouvernement Georges Pompidou (1)               | du 14 avril 1962 au 28 novembre 1962                      | Georges Pompidou                                  | 28                                                                      | UNR                                                                 | Ire (Élections) du 9 décembre 1958 au 10 octobre 1962                                 | Présidence de Charles de Gaulle Soutenu par : UNR, UNR-UDT puis UD-Ve, UDR du 8 janvier 1959 au 28 avril 1969 |                   |
| Gouvernement Georges Pompidou (2)          | du 28 novembre 1962 au 8 janvier 1966           | UNR-UDT                                                   | Georges Pompidou                                  | IIe (Élections) du 6 décembre 1962 au 2 avril 1967                      | 25                                                                  |                                                                                       | Présidence de Charles de Gaulle Soutenu par : UNR, UNR-UDT puis UD-Ve, UDR du 8 janvier 1959 au 28 avril 1969 |                   |
| Gouvernement Georges Pompidou (3)          | du 8 janvier 1966 au 7 avril 1967               | UNR-UDT                                                   | Georges Pompidou                                  | IIe (Élections) du 6 décembre 1962 au 2 avril 1967                      | 27                                                                  |                                                                                       | Présidence de Charles de Gaulle Soutenu par : UNR, UNR-UDT puis UD-Ve, UDR du 8 janvier 1959 au 28 avril 1969 |                   |
| Gouvernement Georges Pompidou (4)          | du 8 avril 1967 au 10 juillet 1968              | UNR-UDT puis UD-Ve                                        | Georges Pompidou                                  | IIIe (Élections) du 3 avril 1967 au 30 mai 1968                         | 28                                                                  |                                                                                       | Présidence de Charles de Gaulle Soutenu par : UNR, UNR-UDT puis UD-Ve, UDR du 8 janvier 1959 au 28 avril 1969 |                   |
|                                            | Gouvernement Maurice Couve de Murville          | du 10 juillet 1968 au 20 juin 1969                        | Maurice Couve de Murville                         | UD-Ve, UDR                                                              | 28                                                                  | IVe (Élections) du 11 juillet 1968 au 1er avril 1973                                  | Présidence de Charles de Gaulle Soutenu par : UNR, UNR-UDT puis UD-Ve, UDR du 8 janvier 1959 au 28 avril 1969 |                   |
|                                            | Gouvernement Jacques Chaban-Delmas              | du 20 juin 1969 au 5 juillet 1972                         | Jacques Chaban-Delmas                             | UDR                                                                     | Présidence de Georges Pompidou UDR du 20 juin 1969 au 2 avril 1974, | IVe (Élections) du 11 juillet 1968 au 1er avril 1973                                  | 38 |                   |
|                                            | Gouvernement Pierre Messmer (1)                 | du 6 juillet 1972 au 5 avril 1973                         | Pierre Messmer                                    | UDR                                                                     | Présidence de Georges Pompidou UDR du 20 juin 1969 au 2 avril 1974, | IVe (Élections) du 11 juillet 1968 au 1er avril 1973                                  | 29 |                   |
| Gouvernement Pierre Messmer (2)            | du 5 avril 1973 au 1er mars 1974                | Ve (Élections) du 2 avril 1973 au 2 avril 1978            | Pierre Messmer                                    | UDR                                                                     | Présidence de Georges Pompidou UDR du 20 juin 1969 au 2 avril 1974, | 37                                                                                    | |                   |
| Gouvernement Pierre Messmer (3)            | du 1er mars 1974 au 27 mai 1974                 | Ve (Élections) du 2 avril 1973 au 2 avril 1978            | Pierre Messmer                                    | UDR                                                                     | Présidence de Georges Pompidou UDR du 20 juin 1969 au 2 avril 1974, | 28                                                                                    | |                   |
|                                            | Gouvernement Jacques Chirac (1)                 | Ve (Élections) du 2 avril 1973 au 2 avril 1978            | du 27 mai 1974 au 25 août 1976                    | UDR                                                                     | Jacques Chirac                                                      | Présidence de Valéry Giscard d'Estaing FNRI puis UDF-PR du 27 mai 1974 au 21 mai 1981 | 36 |                   |
|                                            |                                                 | Ve (Élections) du 2 avril 1973 au 2 avril 1978            | Gouvernement Raymond Barre (1)                    | du 27 août 1976 au 30 mars 1977                                         | Raymond Barre                                                       | Présidence de Valéry Giscard d'Estaing FNRI puis UDF-PR du 27 mai 1974 au 21 mai 1981 | DVD (proche de l'UDF)                                                                                         | 33                |
| Gouvernement Raymond Barre (2)             | du 30 mars 1977 au 1er avril 1978               | Ve (Élections) du 2 avril 1973 au 2 avril 1978            | 39                                                |                                                                         | Raymond Barre                                                       | Présidence de Valéry Giscard d'Estaing FNRI puis UDF-PR du 27 mai 1974 au 21 mai 1981 | DVD (proche de l'UDF)                                                                                         |                   |
| Gouvernement Raymond Barre (3)             | du 5 avril 1978 au 13 mai 1981                  | VIe (Élections) du 3 avril 1978 au 22 mai 1981            | 37                                                |                                                                         | Raymond Barre                                                       | Présidence de Valéry Giscard d'Estaing FNRI puis UDF-PR du 27 mai 1974 au 21 mai 1981 | DVD (proche de l'UDF)                                                                                         |                   |
|                                            |                                                 | Gouvernement Pierre Mauroy (1)                            | du 22 mai 1981 au 23 juin 1981                    | Pierre Mauroy                                                           | PS                                                                  | VIIe (Élections) du 2 juillet 1981 au 1er avril 1986                                  | Présidence de François Mitterrand PS du 21 mai 1981 au 17 mai 1995                                            | 44                |
| Gouvernement Pierre Mauroy (2)             | du 23 juin 1981 au 23 mars 1983                 | 37                                                        |                                                   | Pierre Mauroy                                                           | PS                                                                  | VIIe (Élections) du 2 juillet 1981 au 1er avril 1986                                  | Présidence de François Mitterrand PS du 21 mai 1981 au 17 mai 1995                                            |                   |
| Gouvernement Pierre Mauroy (3)             | du 23 mars 1983 au 17 juillet 1984              | 42                                                        |                                                   | Pierre Mauroy                                                           | PS                                                                  | VIIe (Élections) du 2 juillet 1981 au 1er avril 1986                                  | Présidence de François Mitterrand PS du 21 mai 1981 au 17 mai 1995                                            |                   |
|                                            | Gouvernement Laurent Fabius                     | du 17 juillet 1984 au 20 mars 1986                        | Laurent Fabius                                    | 43                                                                      | PS                                                                  | VIIe (Élections) du 2 juillet 1981 au 1er avril 1986                                  | Présidence de François Mitterrand PS du 21 mai 1981 au 17 mai 1995                                            |                   |
|                                            |                                                 | Gouvernement Jacques Chirac (2) « Première cohabitation » | du 20 mars 1986 au 10 mai 1988                    | Jacques Chirac                                                          | RPR                                                                 | VIIIe (Élections) du 2 avril 1986 au 14 mai 1988                                      | Présidence de François Mitterrand PS du 21 mai 1981 au 17 mai 1995                                            | 37                |
|                                            |                                                 | Gouvernement Michel Rocard (1)                            | du 10 mai 1988 au 22 juin 1988                    | Michel Rocard                                                           | PS                                                                  | IXe (Élections) du 23 juin 1988 au 1er avril 1993                                     | Présidence de François Mitterrand PS du 21 mai 1981 au 17 mai 1995                                            | 39                |
| Gouvernement Michel Rocard (2)             | du 23 juin 1988 au 15 mai 1991                  | 52                                                        |                                                   | Michel Rocard                                                           | PS                                                                  | IXe (Élections) du 23 juin 1988 au 1er avril 1993                                     | Présidence de François Mitterrand PS du 21 mai 1981 au 17 mai 1995                                            |                   |
|                                            | Gouvernement Édith Cresson                      | du 15 mai 1991 au 2 avril 1992                            | Édith Cresson                                     | 45                                                                      | PS                                                                  | IXe (Élections) du 23 juin 1988 au 1er avril 1993                                     | Présidence de François Mitterrand PS du 21 mai 1981 au 17 mai 1995                                            |                   |
|                                            | Gouvernement Pierre Bérégovoy                   | du 2 avril 1992 au 29 mars 1993                           | Pierre Bérégovoy                                  | 43                                                                      | PS                                                                  | IXe (Élections) du 23 juin 1988 au 1er avril 1993                                     | Présidence de François Mitterrand PS du 21 mai 1981 au 17 mai 1995                                            |                   |
|                                            |                                                 | Gouvernement Édouard Balladur « Deuxième cohabitation »   | du 29 mars 1993 au 11 mai 1995                    | Édouard Balladur                                                        | RPR                                                                 | Xe (Élections) du 2 avril 1993 au 21 avril 1997                                       | Présidence de François Mitterrand PS du 21 mai 1981 au 17 mai 1995                                            | 29                |
|                                            | Gouvernement Alain Juppé (1)                    | du 18 mai 1995 au 7 novembre 1995                         | Alain Juppé                                       | Présidence de Jacques Chirac RPR puis UMP du 17 mai 1995 au 16 mai 2007 | RPR                                                                 | Xe (Élections) du 2 avril 1993 au 21 avril 1997                                       | 42 |                   |
| Gouvernement Alain Juppé (2)               | du 7 novembre 1995 au 2 juin 1997               | 32                                                        | Alain Juppé                                       | Présidence de Jacques Chirac RPR puis UMP du 17 mai 1995 au 16 mai 2007 | RPR                                                                 | Xe (Élections) du 2 avril 1993 au 21 avril 1997                                       | |                   |
|                                            |                                                 | Gouvernement Lionel Jospin « Troisième cohabitation »     | du 2 juin 1997 au 6 mai 2002                      | Présidence de Jacques Chirac RPR puis UMP du 17 mai 1995 au 16 mai 2007 | Lionel Jospin                                                       | PS                                                                                    | XIe (Élections) du 12 juin 1997 au 18 juin 2002                                                               | 25                |
|                                            |                                                 | Gouvernement Jean-Pierre Raffarin (1)                     | du 7 mai 2002 au 17 juin 2002                     | Présidence de Jacques Chirac RPR puis UMP du 17 mai 1995 au 16 mai 2007 | Jean-Pierre Raffarin                                                | DL                                                                                    | XIe (Élections) du 12 juin 1997 au 18 juin 2002                                                               | 27                |
|                                            | Gouvernement Jean-Pierre Raffarin (2)           | du 17 juin 2002 au 30 mars 2004                           | DL puis UMP                                       | Présidence de Jacques Chirac RPR puis UMP du 17 mai 1995 au 16 mai 2007 | Jean-Pierre Raffarin                                                | XIIe (Élections) du 19 juin 2002 au 19 juin 2007                                      | 40 |                   |
| Gouvernement Jean-Pierre Raffarin (3)      | du 31 mars 2004 au 31 mai 2005                  | UMP                                                       |                                                   | Présidence de Jacques Chirac RPR puis UMP du 17 mai 1995 au 16 mai 2007 | Jean-Pierre Raffarin                                                | XIIe (Élections) du 19 juin 2002 au 19 juin 2007                                      | 40 |                   |
|                                            | Gouvernement Dominique de Villepin              | UMP                                                       | du 31 mai 2005 au 15 mai 2007                     | Présidence de Jacques Chirac RPR puis UMP du 17 mai 1995 au 16 mai 2007 | Dominique de Villepin                                               | XIIe (Élections) du 19 juin 2002 au 19 juin 2007                                      | 31 |                   |
|                                            | Gouvernement François Fillon (1)                | UMP                                                       | du 18 mai 2007 au 18 juin 2007                    | François Fillon                                                         | Présidence de Nicolas Sarkozy UMP du 16 mai 2007 au 15 mai 2012     | XIIe (Élections) du 19 juin 2002 au 19 juin 2007                                      | 20 |                   |
| Gouvernement François Fillon (2)           | du 19 juin 2007 au 13 novembre 2010             | UMP                                                       | XIIIe (Élections) du 20 juin 2007 au 19 juin 2012 | François Fillon                                                         | Présidence de Nicolas Sarkozy UMP du 16 mai 2007 au 15 mai 2012     | 31                                                                                    | |                   |
| Gouvernement François Fillon (3)           | du 14 novembre 2010 au 10 mai 2012              | UMP                                                       | XIIIe (Élections) du 20 juin 2007 au 19 juin 2012 | François Fillon                                                         | Présidence de Nicolas Sarkozy UMP du 16 mai 2007 au 15 mai 2012     | 32                                                                                    | |                   |
|                                            |                                                 | Gouvernement Jean-Marc Ayrault (1)                        | XIIIe (Élections) du 20 juin 2007 au 19 juin 2012 | du 15 mai 2012 au 18 juin 2012                                          | Jean-Marc Ayrault                                                   | PS                                                                                    | Présidence de François Hollande PS du 15 mai 2012 au 14 mai 2017                                              | 34                |
| Gouvernement Jean-Marc Ayrault (2)         | du 21 juin 2012 au 31 mars 2014                 | XIVe (Élections) du 20 juin 2012 au 20 juin 2017          | 37                                                |                                                                         | Jean-Marc Ayrault                                                   | PS                                                                                    | Présidence de François Hollande PS du 15 mai 2012 au 14 mai 2017                                              |                   |
|                                            | Gouvernement Manuel Valls (1)                   | XIVe (Élections) du 20 juin 2012 au 20 juin 2017          | du 31 mars 2014 au 25 août 2014                   | Manuel Valls                                                            | 30                                                                  | PS                                                                                    | Présidence de François Hollande PS du 15 mai 2012 au 14 mai 2017                                              |                   |
| Gouvernement Manuel Valls (2)              | du 26 août 2014 au 6 décembre 2016              | XIVe (Élections) du 20 juin 2012 au 20 juin 2017          | 38                                                | Manuel Valls                                                            |                                                                     | PS                                                                                    | Présidence de François Hollande PS du 15 mai 2012 au 14 mai 2017                                              |                   |
|                                            | Gouvernement Bernard Cazeneuve                  | XIVe (Élections) du 20 juin 2012 au 20 juin 2017          | 38                                                | du 6 décembre 2016 au 10 mai 2017                                       | Bernard Cazeneuve                                                   | PS                                                                                    | Présidence de François Hollande PS du 15 mai 2012 au 14 mai 2017                                              |                   |
|                                            |                                                 | XIVe (Élections) du 20 juin 2012 au 20 juin 2017          | Gouvernement Édouard Philippe (1)                 | du 16 mai au 19 juin 2017                                               | Édouard Philippe                                                    | LR                                                                                    | Présidence d'Emmanuel Macron LREM, RE depuis le 14 mai 2017                                                   | 23                |
|                                            | Gouvernement Édouard Philippe (2)               | du 21 juin 2017 au 3 juillet 2020                         | LR puis DVD                                       | XVe (Élections) du 21 juin 2017 au 19 juin 2022                         | Édouard Philippe                                                    | 37                                                                                    | Présidence d'Emmanuel Macron LREM, RE depuis le 14 mai 2017                                                   |                   |
| sans cadre                                 | Gouvernement Jean Castex                        | du 3 juillet 2020 au 16 mai 2022                          | Jean Castex                                       | XVe (Élections) du 21 juin 2017 au 19 juin 2022                         | DVD                                                                 | 42                                                                                    | Présidence d'Emmanuel Macron LREM, RE depuis le 14 mai 2017                                                   |                   |
|                                            |                                                 | Gouvernement Élisabeth Borne                              | du 16 mai au 19 juin 2022                         | XVe (Élections) du 21 juin 2017 au 19 juin 2022                         | Élisabeth Borne                                                     | LREM-TdP, RE                                                                          | Présidence d'Emmanuel Macron LREM, RE depuis le 14 mai 2017                                                   | 28                |
| du 20 juin 2022 au 9 janvier 2024          | XVIe (Élections) du 20 juin 2022 au 9 juin 2024 | Gouvernement Élisabeth Borne                              |                                                   |                                                                         | Élisabeth Borne                                                     | LREM-TdP, RE                                                                          | Présidence d'Emmanuel Macron LREM, RE depuis le 14 mai 2017                                                   | 28                |
|                                            | XVIe (Élections) du 20 juin 2022 au 9 juin 2024 | Gouvernement Gabriel Attal                                | du 9 janvier au 5 septembre 2024                  | Gabriel Attal                                                           | RE                                                                  | 35                                                                                    | Présidence d'Emmanuel Macron LREM, RE depuis le 14 mai 2017                                                   |                   |
| XVIIe (Élections) depuis le 8 juillet 2024 |                                                 | Gouvernement Gabriel Attal                                | du 9 janvier au 5 septembre 2024                  | Gabriel Attal                                                           | RE                                                                  | 35                                                                                    | Présidence d'Emmanuel Macron LREM, RE depuis le 14 mai 2017                                                   |                   |
|                                            |                                                 | Gouvernement Michel Barnier                               | du 5 septembre au 13 décembre 2024                | Michel Barnier                                                          | LR                                                                  | 36                                                                                    | Présidence d'Emmanuel Macron LREM, RE depuis le 14 mai 2017                                                   |                   |
|                                            |                                                 | Gouvernement François Bayrou                              | depuis le 13 décembre 2024                        | François Bayrou                                                         | MoDem                                                               | 35                                                                                    | Présidence d'Emmanuel Macron LREM, RE depuis le 14 mai 2017                                                   |                   |